# Risque d'inondation dans l'Aude
Le risque d'inondation est un des risques majeurs susceptibles d'affecter le département de l'Aude (région Occitanie, France). Il se caractérise par la possibilité qu'un aléa de type inondation se produise et occasionne des dommages plus ou moins importants aux personnes, aux biens ou à l'environnement sur le territoire départemental.
390 communes sont reconnues comme vulnérables au risque d'inondation dans le dossier départemental des risques majeurs de l'Aude sur les 436 qu'il compte, regroupant 40 % de la population. 41 % des logements et 51 % des emplois.

## Réseau hydrographique
Le département se situe entre deux massifs montagneux (la Montagne Noire au nord et les Pyrénées au sud) et deux bassins (le bassin languedocien à l'est et le bassin aquitain à l'ouest). Les pluies sont généralement soutenues au printemps à l'ouest du département et à l'automne à l'est. À ces précipitations peuvent s'ajouter, sur les reliefs, des orages d'été. Le département de l'Aude présente une vulnérabilité particulière aux inondations : 390 communes sont soumises à ce risque, regroupant 40 % de la population. 41 % des logements et 51 % des emplois.
Les principaux bassins versants du département sont ceux de l'Aude, de la Berre (au sud-est) et, marginalement, ceux de la Verdouble (au sud, affluent de l'Agly), de l'Hers-Vif et l'Hers-Mort (à l'ouest, affluents respectivement de l'Ariège et de la Garonne).

### Bassin versant de l'Aude

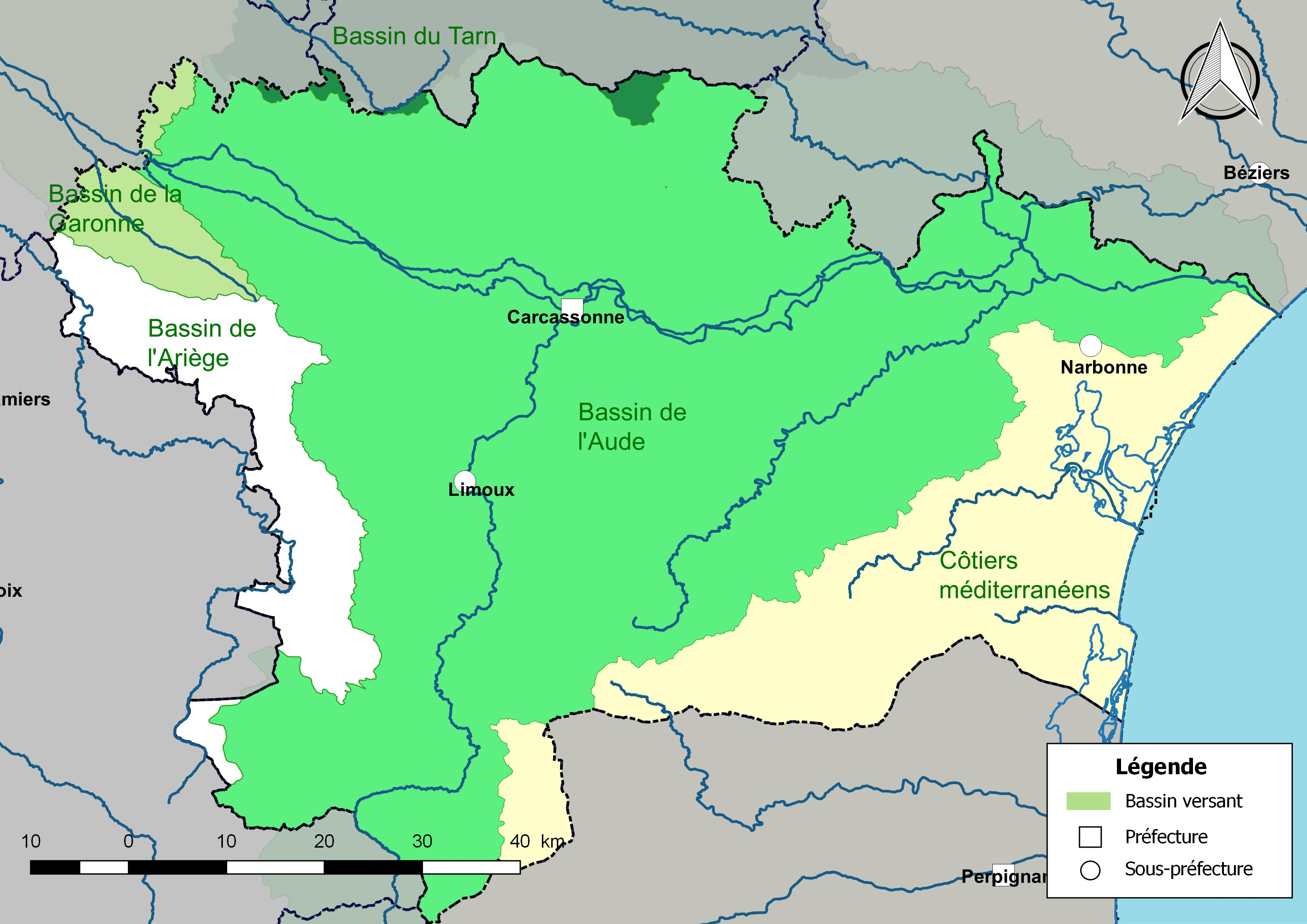
Principaux bassins versants du département de l'Aude.

L'Aude est le fleuve le plus important du département, tout comme son bassin versant. Ce dernier présente une superficie totale de plus de 5 160 km2 pour un cours d'eau de 221 km. Il prend sa source à 2 185 m d'altitude dans la commune des Angles (Pyrénées-Orientales) et se jette dans la mer Méditerranée, aux Cabanes de Fleury, près de Narbonne, dans le Grau de Vendres. Le fleuve côtier s'écoule du Sud vers le Nord jusqu'à Carcassonne où il oblique subitement vers l'Est en direction de la mer. Sa pente est élevée dans le massif amont puis s'adoucit nettement dans sa partie aval. Il reçoit également de nombreux affluents majeurs sur tout son linéaire (Fresquel,  Orbiel, Argent-Double, Cesse en rive gauche, Orbieu en rive droite) et de nombreux affluents secondaires de petites ou moyennes tailles aux talwegs souvent marqués.
Le cours de l'Aude peut être scindé en trois unités distinctes :
- Haute vallée de l’Aude, de la source à Carcassonne : L’Aude alimente le barrage de Matemale, celui de Puyvalador et descend vers la ville de Quillan. Après Quillan, son profil devient moins pentu pour arriver à Carcassonne. Le fleuve récupère en rive droite après Couiza la Salz, après Limoux le Sou de Val de Daigne en rive gauche et avant Carcassonne le Lauquet en rive droite.
- Vallée centrale de l'Aude : Après avoir traversé Carcassonne, l’Aude s’oriente vers l’Est et récupère en rive gauche des affluents descendant de la Montagne Noire, le Fresquel, l’Orbiel, le Trapel, l’Ognon, l’Argent-Double, et le Répudre.
- Basses plaines de l’Aude, après la confluence avec l’Orbieu : En rive droite, le fleuve reçoit les débits venant du massif des Corbières avec notamment la Jourre et l’Orbieu, puis la Cesse en rive gauche. Il arrive à un point stratégique qui est l’écluse de Moussoulens (commune de Moussan). À ce niveau là, l’Aude est endiguée mais a un profil en toit. Lorsque le fleuve sort de l’endiguement, il inonde toutes les basses plaines et les niveaux d'eau dans la plaine d'inondation est alors déconnectée du niveau dans le lit mineur.

Chacun des cours d'eau du département de l'Aude est susceptible d'entrer en crue à la suite d'importantes précipitations et occasionner des dommages plus ou moins importants selon les volumes d'eau transportés et l'occupation des territoires inondés.

## Typologie des inondations
Dans le département de l'Aude, les mécanismes d’inondation relèvent de six types : crue rapide d'un cours d'eau à la suite d'un épisode méditerranéen ou cévenol, ruissellement, karstique, submersion rapide inondation à la suite de la rupture d'un barrage ou d'une digue.

### Inondation rapide liée à un épisode méditerranéen ou cévenol

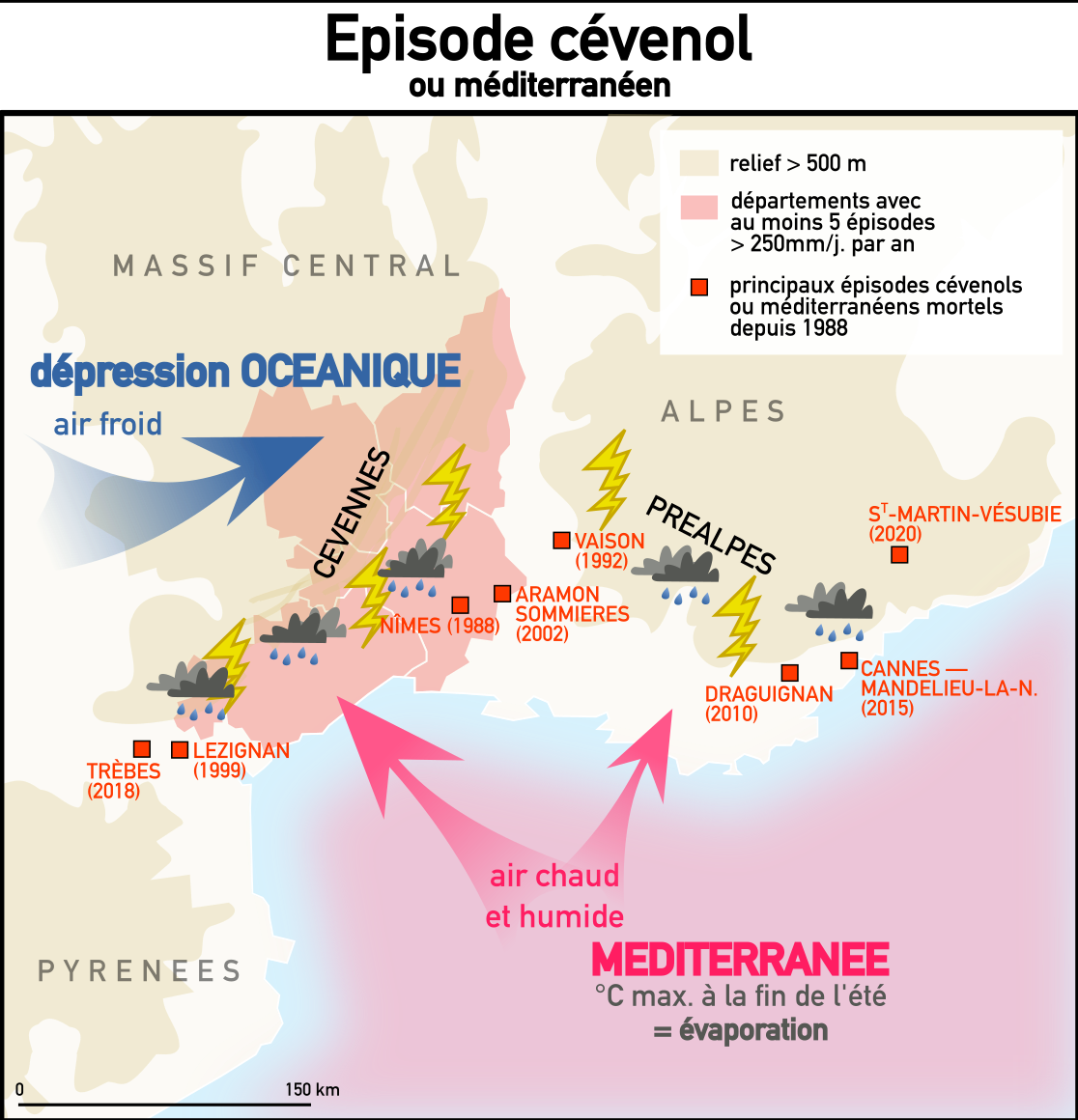
Carte schématique expliquant le phénomène d'épisode cévenol et méditerranéen.

Le département subit des épisodes dits « méditerranéens » ou « cévenols », principalement sur le littoral, les reliefs des Corbières et le versant sud de la Montagne Noire. Des vents du Sud chargés d'humidité en provenance de la Méditerranée remontent les versants sud du Massif central (Cévennes), des Alpes ou des Pyrénées. En arrivant sur le continent, l'air chaud rencontre de l'air froid, provoquant des orages. De plus, en présence de reliefs, l'air chaud est forcé de s'élever en se refroidissant, ce qui aggrave le phénomène orageux. De fortes quantités d'eau se déversent alors. Il peut pleuvoir en quelques heures l'équivalent de plusieurs mois de précipitations. Lors de l'épisode cévenol des 12 et 13 novembre 1999. la région des Corbières a été sévèrement touchée. Il est tombé à Lézignan-Corbières 620 mm en 36 heures (soit plus des deux tiers d'une année habituelle de pluie).
Les inondations méditerranéennes sont particulièrement violentes, en raison de l’intensité des pluies qui les génèrent et de la géographie particulière de la région. En 50 ans de mesures, on a noté sur la région plus de 200 pluies diluviennes de plus de 200 mm en 24 h. L'équinoxe d'automne est la période la plus critique avec près de 75 % des débordements mais ces pluies peuvent survenir toute l’année. Lors de ces épisodes qui frappent aussi bien en plaine ou piémont qu’en montagne, il peut tomber en quelques heures plus de 30 % de la pluviométrie annuelle. Lorsque des précipitations intenses tombent sur l'ensemble d'un bassin versant, les eaux ruissellent et se concentrent rapidement dans le cours d'eau. Ces crues peuvent être brutales et prendre un caractère torrentiel. Le lit du cours d'eau est en général rapidement colmaté par le dépôt de sédiments. Des bois morts peuvent former des barrages, appelés embâcles. Lorsqu'ils viennent à céder, ils libèrent l'eau accumulée par vague.

### Inondation par ruissellement
Le ruissellement est un phénomène d’écoulement de l’eau de pluie sur un bassin versant, de façon diffuse ou concentrée, qui se poursuit jusqu’à ce qu’il rencontre un élément du système hydrographique (une rivière, un marais), un réseau de drainage (enterré ou surfacique) ou un point bas où il s’accumulera. Le ruissellement occasionne souvent la saturation et le refoulement du réseau d'assainissement des eaux pluviales. Il en résulte des écoulements plus ou moins importants et souvent rapides dans les rues. Un ruissellement peut également survenir le long d'un coteau (ruissellement rural) et inonder des secteurs urbains en aval.

### Inondation karstique
En présence de grottes ou conduits souterrains dénommés karsts, les eaux souterraines, qui s’écoulent au sein des conduits karstiques, s’additionnent aux eaux de ruissellement au moment du pic de crue, augmentant le risque d’inondation et provoquant ce que l’on nomme une "crue karstique" et donc une inondation karstique. Sur des bassins versants karstiques, les précipitations sont momentanément absorbées par le sous-sol et reversées, dans des volumes importants, dans le milieu superficiel à l'aval. Ceci produit, en certains points, une élévation rapide de la ligne d'eau sans pouvoir la prévoir. C'est le cas du bassin versant de la Cesse, au nord-est du département
.

### Submersion marine
La submersion marine est une inondation temporaire de la zone côtière par la mer dans des conditions météorologiques extrêmes, où la surélévation du niveau moyen de la mer est provoquée par les effets de la dépression atmosphérique, des vents violents, de la forte houle et de la marée astronomique. Au niveau des embouchures du département, le phénomène de submersion marine est accentué par les crues fluviales : la surcote marine couplée à la crue de fleuve entraîne un gonflement de ce dernier et une aggravation du phénomène particulièrement présent dans les étangs.
10 communes de l'Aude sont exposées au risque de submersion marine.

### Inondation par rupture de barrage
Un barrage est un ouvrage artificiel établi en travers du lit d’un cours d’eau, retenant ou pouvant retenir l’eau. Il existe également des cas de barrages naturels où l’accumulation de matériaux au fil du temps, à la suite de mouvements de terrain, a fini par provoquer l'équivalent d'un barrage (c’est le cas du lac Léman alimenté par le Rhône). Une rupture de barrage correspond à une destruction partielle ou totale de l’ouvrage et entraîne la formation d’une onde de submersion. Celle-ci engendre l'élévation brutale du niveau de l’eau à l'aval, voire un gigantesque torrent et par voie de conséquences des dommages variables selon les territoires en aval.
Les barrages sont classés en quatre catégories selon la hauteur du barrage et le volume de la retenue. Ceux susceptibles d'occasionner le plus de dommages sont ceux de classe A, de hauteur supérieure ou égale à 20 m et qui respectent en outre la condition K ≥ 1500 (avec {\displaystyle K=H^{2}{\sqrt {V}}}, H étant la hauteur du barrage en mètres, V étant le volume d’eau dans le réservoir, exprimé en millions de mètres cubes),. Il en existe six dans le département de l'Aude :
| Nom             | Usage                     | Type    | Mise en eau | Hauteur (m) | Capacité (m3) |
| --------------- | ------------------------- | ------- | ----------- | ----------- | ------------- |
| Cavayère        | Loisir, irrigation        | Remblai | 1998        | 26          | 1 350 000     |
| Cenne-Monestiés | Eau potable               | Poids   | 1885        | 22          | 137 000       |
| Galaube         | Irrigation                | Remblai | 2000        | 34.3        | 8 050 000     |
| Ganguise        | Irrigation                | Remblai | 1980        | 34          | 44 600 000    |
| Lampy           | Eau potable et irrigation | Poids   | 1782        | 16,2        | 1 637 000     |
| Laprade         | Eau potable et irrigation | Remblai | 1984        | 30,9        | 8 800 000     |

Trois autres barrages, situés dans un département limitrophe, sont susceptibles d'occasionner des dégâts à certaines communes de l'Aude :
- le barrage de Matemale (Pyrénées-Orientales)
- le barrage de Puyvalador (Pyrénées-Orientales)
- le barrage de Montbel (Ariège)

82 communes de l'Aude sont exposées au risque d'inondation à la suite d'une rupture de barrage. D'autres sont exposées dans une moindre mesure à la rupture de barrages de moins grandes dimensions
.

### Inondation par rupture de digue
Une digue est un remblai longitudinal, naturel ou artificiel dont la fonction principale est d'empêcher la submersion des basses terres la longeant par les eaux d'un lac, d'une rivière ou de la mer. Les digues de canaux (d'irrigation, hydroélectriques...) sont considérées comme des barrages, de même les remblais composant des barrages transversaux barrant un cours d'eau comme les digues d'étang. Les digues sont classées en quatre catégories en fonction de la hauteur de l'ouvrage et du nombre d'habitants résidant dans la zone protégée par la digue. Celles susceptibles d'occasionner le plus de dommages sont celles de classe A (hauteur >= 1,50 m et population protégeé par le système d'endiguement >=30 000 habitants).
Dans l'Aude, à Cuxac-d'Aude en novembre 1999, la « vague d'inondation » créée par la rupture brutale d'un remblai SNCF qui jouait le rôle de digue a provoqué la mort de 5 personnes, dont 4 restées prisonnières sous le plafond de leur maison qui n'avait pas d'étage. 64 communes de l'Aude sont exposées au risque d'inondation à la suite d'une rupture de digue.

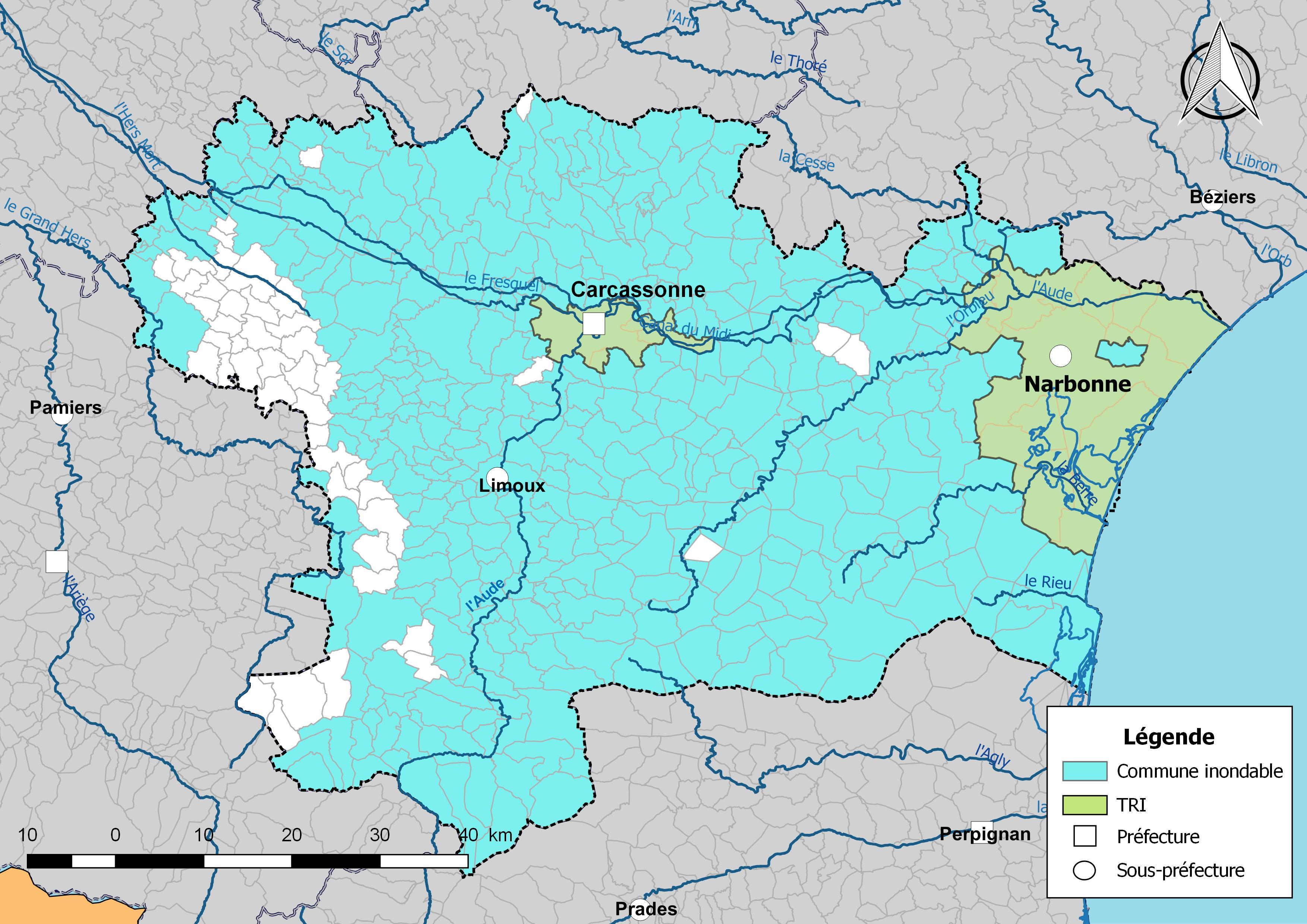
Communes inondables par crue rapide de cours d'eau (390).
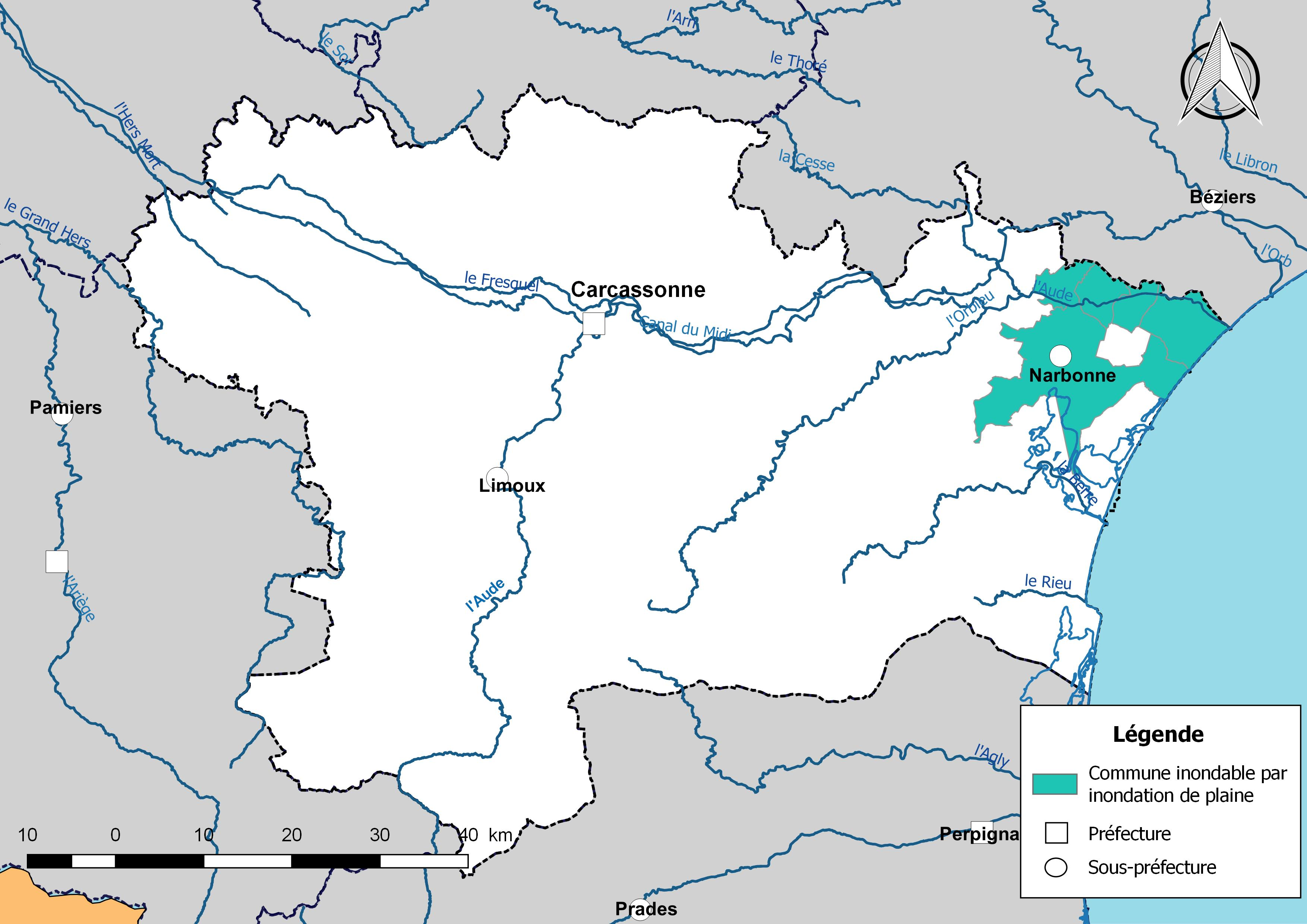
Communes inondables par inondation de plaine (5).
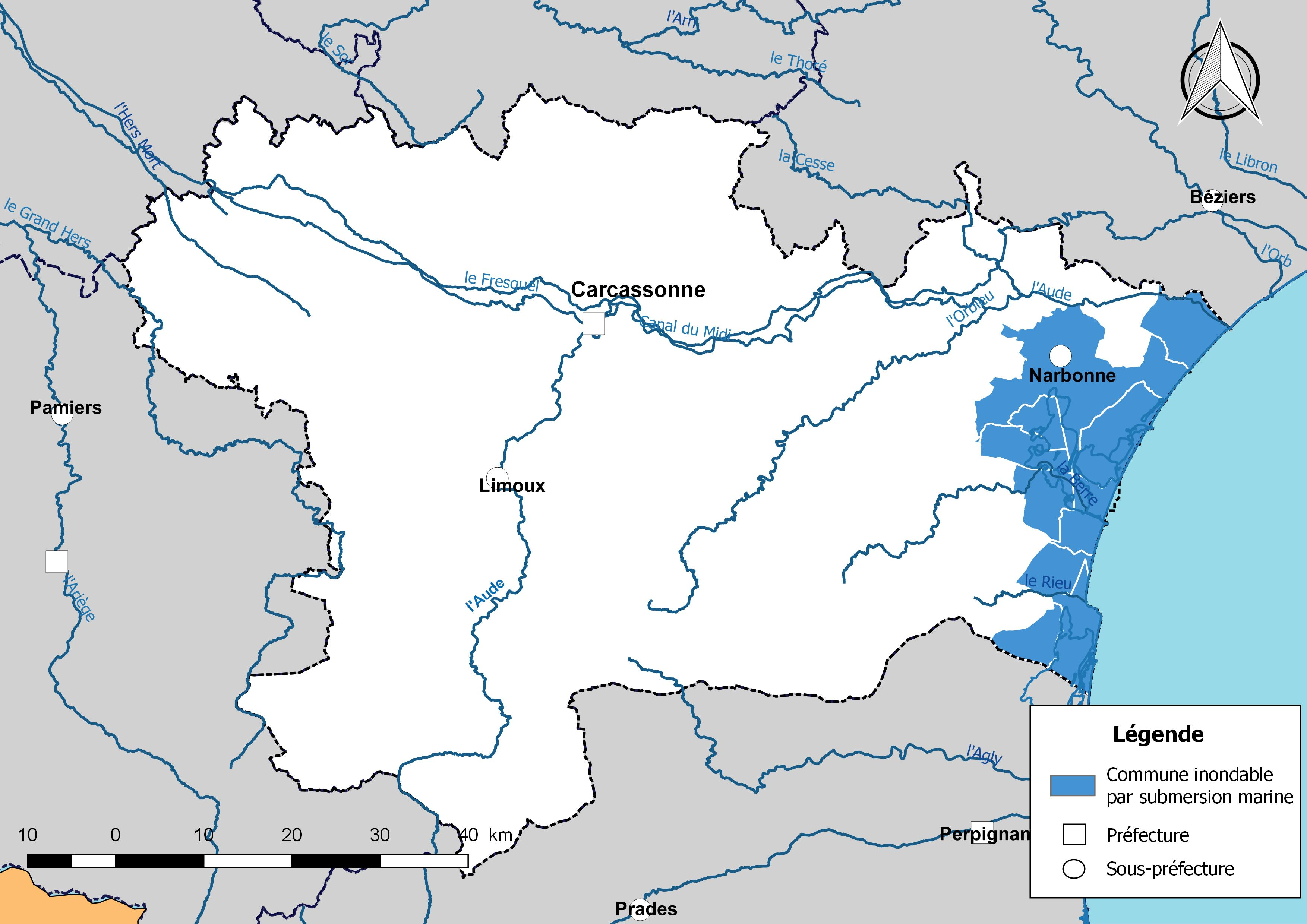
Communes inondables par submersion marine (10).
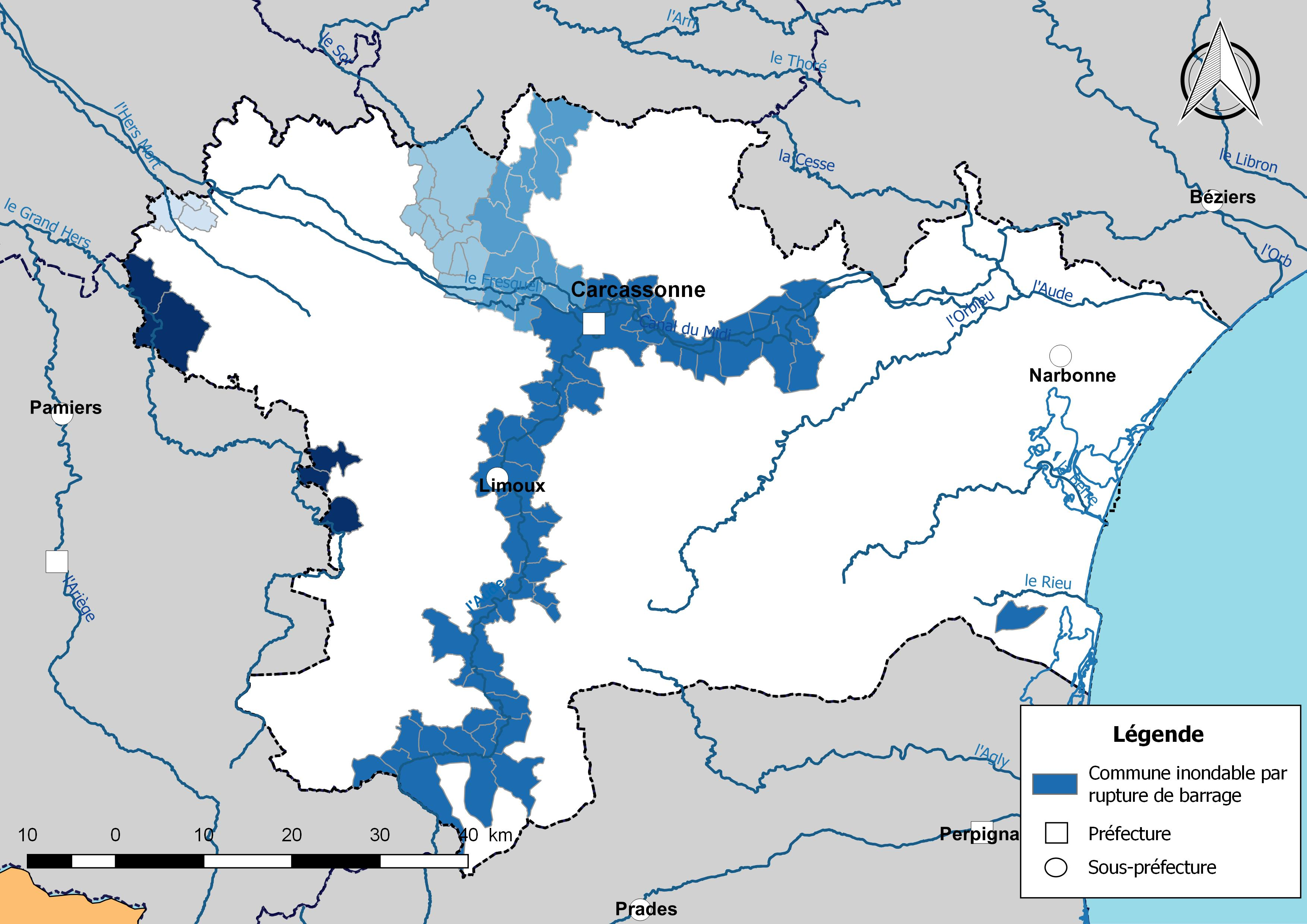
Communes inondables par rupture de barrage (82).
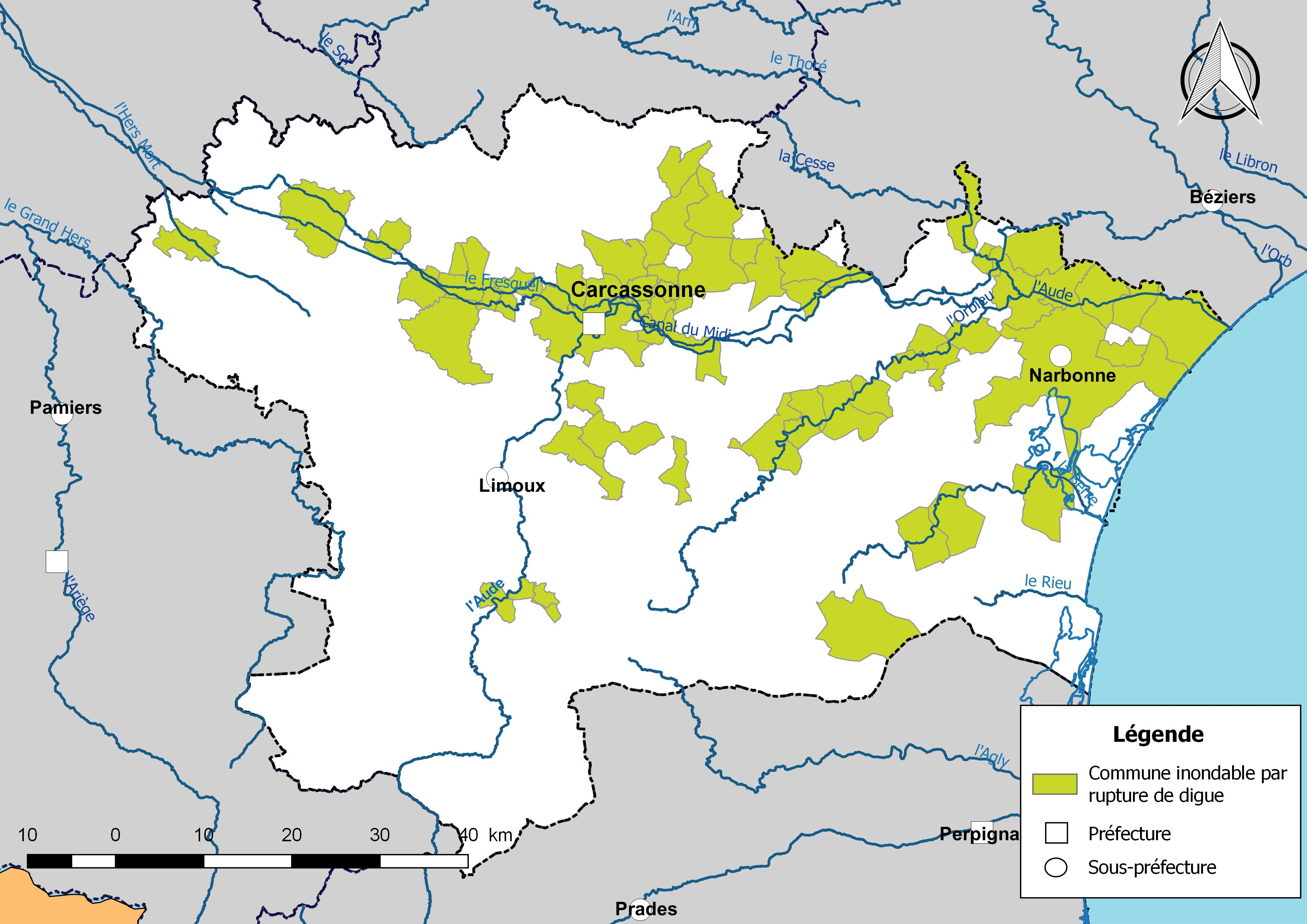
Communes inondables par rupture de digue (64).

## Inondations historiques
Des épisodes pluvieux intenses sont observés fréquemment dans l'Aude : le seuil de 200 mm en quelques heures a été dépassé quatre fois en dix ans. provoquant des crues rapides avec un fort débit de pointe : de 4 000 à 4 500 m3/s dans les Basses Plaines de l'Aude (débit moyen en période normale : 50 m3/s.). Par exemple en 1999 le débit de l'Aude est passé de 44 m3/s (débit moyen annuel) à 4 000 à 4 500 m3/s (débit de pointe maximal observé) dans les Basses plaines de l'Aude. Le débit de la Berre est passé en quelques heures de 0,93 m3/s à 1 000 m3/s à Portel-des-Corbières.

### Crues anciennes

#### Bassin versant de l'Aude
La crue historique de référence sur l'Aude est celle d'octobre 1891, où une hauteur de 7,96 m a été mesurée à la station de Carcassonne Pont Vieux, sur le tronçon amont, et de 7,95 m à la station de Moussoulens, sur le tronçon aval. Les autres crues historiques sur le bassin de l'Aude sont celles de  mars 1930 (7,46 m à Moussoulens), octobre 1940 (6,60 m a Carcassonne) et octobre 1970 (5,50 m a Carcassonne).

#### Bassin versant de l'Orbieu
La crue d'octobre 1891 (6,84 m à la station de Lagrasse) est généralement décrite comme la plus importante avant celle de novembre 1999. L'inondation de toutes les communes riveraines de l'Orbieu y est décrite comme totale et les dégâts très importants.
Par ordre chronologique viennent ensuite :
- novembre 1892 - Cette crue n'est jamais citée, mais fait l'objet de plaques de crue à Ferrals-les Corbières dont le niveau serait de 50 cm inférieur à celui de 1891 ;
- juin 1900 - Cette crue est citée comme dévastatrice ;
- octobre 1911 - Cette crue apparaît dans les chroniques de Lagrasse ; son niveau serait inférieur de 1,50 m à celui de 1891 ;
- octobre 1920 - Crue citée comme dévastatrice et de même ampleur que celle de 1911 à Lagrasse ;
- août 1921 - Comme dans le cas de 1892, cette crue n'est jamais citée, mais fait l'objet d'un repère à Ferrals situant son niveau 1 m environ au-dessous de celui atteint en 1891 ;
- mars 1930 - Cette crue est généralisée dans le sud-ouest de la France où elle fait plus de deux cents morts. elle aurait occasionné 1,30 m d'eau dans les maisons à Villedaigne, l'isolement total de Raissac et Fabrezan, l'inondation totale de Lézignan-Corbières par la Jourre. Paradoxalement, les chroniques de hauteur situent cet événement 2,50 m en-dessous de celui de 1891 à Lagrasse alors que des repères de crue tendent à confondre les deux épisodes en amont de Saint-Pierre-des-Champs ;
- octobre 1940 (6m à la station de Lagrasse) - Cette crue est jugée très importante sur le bassin de l'Orbieu, de même ampleur que celles de 1911 et 1920. Il s'agit surtout de la crue la plus ancienne encore ancrée dans la mémoire collective ;
- décembre 1996 (6,29 m à Lagrasse, 7,10 m à Luc-sur-Aude) - C'est l'événement majeur le plus récent avant ceux de novembre 1999 et d'octobre 2018. Les analyses qui en ont été faites ont révélé des ampleurs différentes selon les lieux considérés mais ont conclu dans tous les cas à un événement majeur.

#### Bassin versant de la Cesse
Par ordre chronologique les événements historiques sur le bassin versant de la Cesse sont :
- 18 septembre 1843 - événement décrit comme catastrophique le long de la Cesse ayant entraîné la mort de 15 personnes ;
- 12 septembre 1875 - cette crue n'est que rarement citée mais fait l'objet des repères de crue les plus élevés au droit du village de Bize Minervois (1 à 2 cm de plus que les niveaux de 1843 et 1999) ;
- 3 mars 1930 - Hauteur d'eau de 3 à 4 m dans certaines maisons. Rupture des digues du canal de jonction à Sallèles-d'Aude ;
- 5 décembre 1987 - à Bize-Minervois une partie de l'agglomération est inondée (débordement au droit de la rue des Remparts en rive droite, inondation de la RD 26 et des maisons riveraines en rive gauche).

### Crues récentes

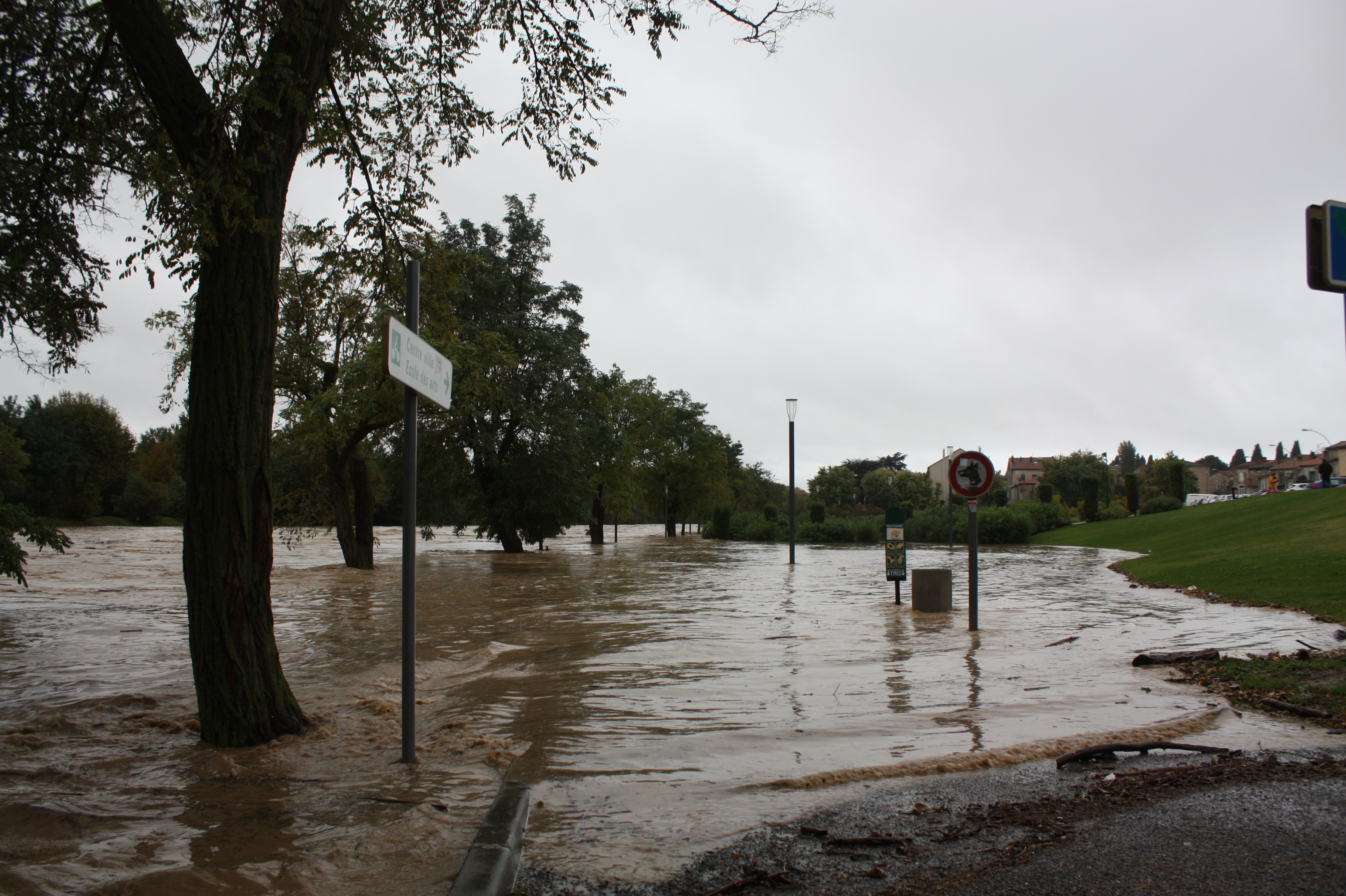
Crue de l'Aude - 15 octobre 2018, 9h34 - Carcassonne, les berges du quai Bellevue sont sous l'eau.

Les principales inondations survenues dans l'Aude depuis le début des années 1990 sont les suivantes.
| Année | Dates              | Type de crue | Nb communes | Dommages               | Commentaires |
| ----- | ------------------ | ------------ | ----------- | ---------------------- | --- |
| 1992  | 26 au 27 septembre | Crue rapide  |             | 50 M€                  | Plusieurs victimes notamment à Rennes-les-Bains - hauteur 5,50 m à Carcassonne. |
| 1996  | 6 au 12 décembre   | Crue rapide  |             | 80 M€                  | Hauteurs relevées sur le bassin de l'Orbieu : 6,29 m à Lagrasse, 7,10 m à Luc. |
| 1999  | 12 au 13 novembre  | Crue rapide  | 438         | 800 M€ 26 morts        | Crue récente de référence pour l’Est du bassin versant de l’Aude (Orbieu, Montagne noire, Minervois, Berre-Corbières maritimes, basses plaines de l’Aude) |
| 2005  | 13 au 15 novembre  | Crue rapide  | 79          | 20 M€                  | 206 mm de pluie à Narbonne et 217 mm à Durban, la Cesse, la Berre, l’Orbieu et l’Aude quittent leur lit. |
| 2011  | 14 au 17 mars      | Crue rapide  | 48          | NC                     | 5 jours de pluie apportent de forts cumuls sur les Corbières (Verdouble, Berre / Rieu, amont Orbieu), ainsi que sur le Minervois. Sur ces secteurs, les valeurs sont souvent comprises entre 200 et plus de 300 mm. Ailleurs, les cumuls sont également importants et souvent compris entre 70 et 100mm. L’Ouest et le Nord du département (Lauragais) connaissent des valeurs plus modérées, comprises entre 30 et 50 mm. Ces précipitations sont à l’origine de crues importantes sur les versants sud de la Montagne Noire (Cesse, Argent-Double, Orbiel, Ognon, Clamoux, Fresquel) et sur l’Aval de l’Aude. |
| 2014  | 27 au 30 novembre  | Crue rapide  |             | > 10 M€                | |
| 2018  | 14 au 15 octobre   | Crue rapide  | 126         | 15 morts et 75 blessés | |

## Gouvernance

### Gouvernance de bassin

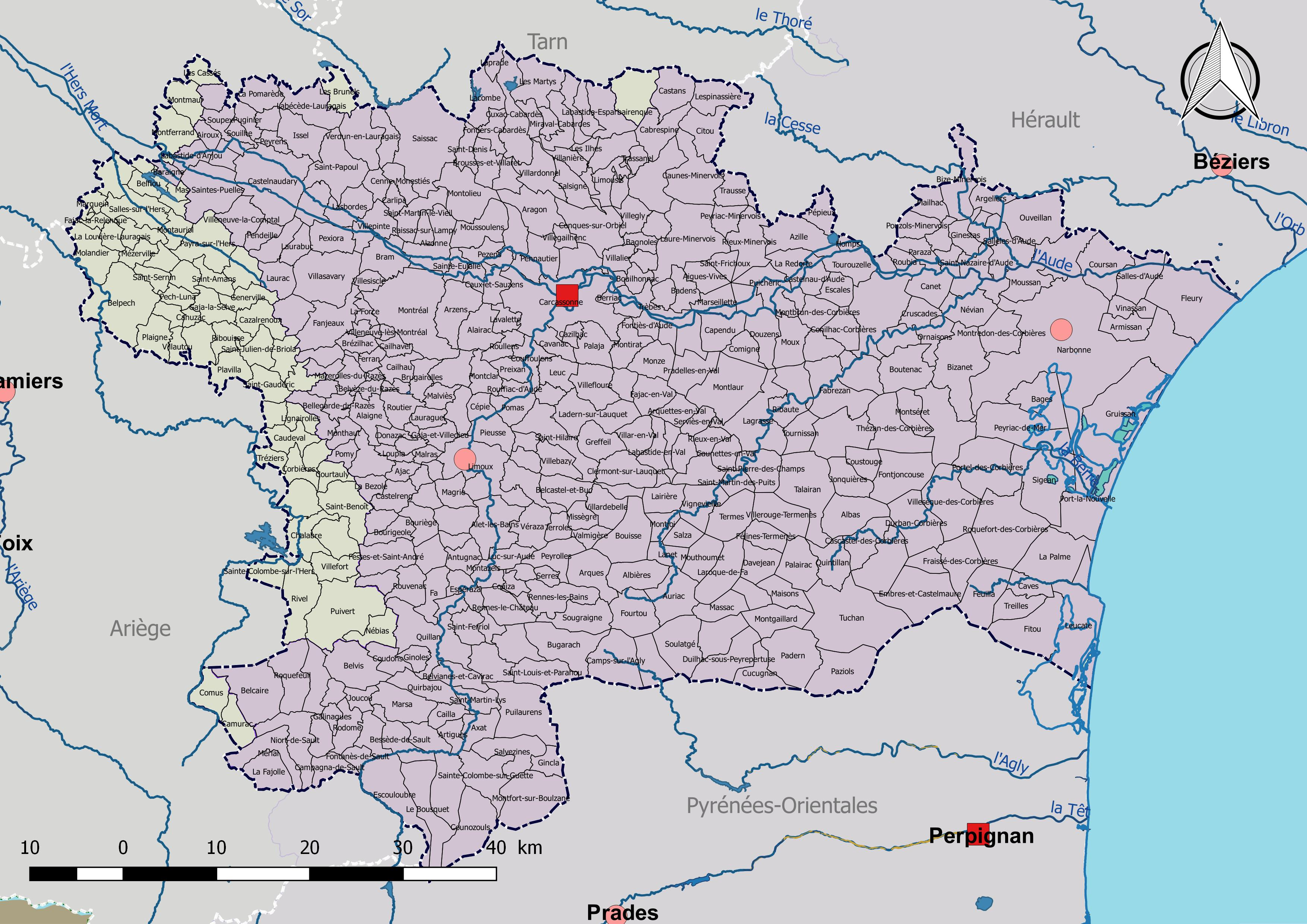
L'Aude est découpée en deux bassins DCE : Rhône-Méditerranée et Adour-Garonne.

#### Bassins administratifs
La gestion de l’eau, soumise à une législation nationale et à des directives européennes, se décline par bassin hydrographique, au nombre de sept en France métropolitaine, échelle cohérente écologiquement et adaptée à une gestion des ressources en eau. L'Aude est découpée en deux bassins : le bassin Rhône-Méditerranée sur 97 % du territoire et le bassin Adour-Garonne sur les 3 % restants, qui sont à la fois des circonscriptions administratives de bassin, territoires de gestion dont les limites sont des limites communales, et des bassins hydrographiques, territoires hydrographiques dont les limites sont des lignes de partage des eaux. Chaque circonscription de bassin, également appelée bassin Directive-cadre sur l'eau (bassin DCE), est découpée en sous-bassins administratifs, dénommés aussi sous-bassins DCE, qui constituent un niveau intermédiaire d’agrégation entre la masse d'eau et le bassin Directive-cadre sur l'eau. La Creuse est découpée en trois sous-bassins : « Vienne-Creuse » et « Loire moyenne » dans le bassin Loire-Bretagne et « Dordogne » dans le bassin Adour-Garonne.

#### Instances de bassin
La planification de l’eau s’appuie sur une gouvernance qui fait intervenir différents acteurs que l’on peut schématiquement répartir en quatre groupes : sphère de décision, instances de préparation des décisions, instances techniques et partenaires du bassin associés à la planification. La sphère de décision comprend le comité de bassin et le préfet coordonnateur de bassin.
Les instances de bassins sont constituées de deux entités :
- le comité de bassin, une instance de concertation qui regroupe différents acteurs, publics ou privés, agissant dans le domaine de l’eau : collectivités, État, usagers, personnes qualifiées, milieux socioprofessionnels et le préfet coordonnateur de bassin. Le département de l'Audedépend, selon les parties de son territoire, des comités de bassins Adour-Garonne et Loire-Bretagne ;
- l'agence de l'eau, un établissement public à caractère administratif de l’État. Le département de l'Aude dépend de deux agences de l'eau :Adour-Garonne et agence de l'eau Rhône-Méditerranée-Corse[23].

### Gouvernance locale

En 2018, le bassin de l'Aude est découpé en 5 EPAGE.

La loi de modernisation de l'action publique territoriale et d'affirmation des métropoles (Maptam), promulguée le 27 janvier 2014, attribue aux communes, à compter du 1er janvier 2018, une nouvelle compétence exclusive et obligatoire de « gestion des milieux aquatiques et de prévention des inondations » (GEMAPI) (essentiellement articles 56 à 59). Cette compétence est exercée par les communes ou, en lieu et place des communes, par les établissements publics de coopération intercommunale à fiscalité propre (EPCI-FP). Les communes ou EPCI-FP pourront adhérer à des syndicats mixtes et leur transférer tout ou partie de la compétence. La loi encourage ainsi la création de syndicats mixtes à des échelles hydrographiquement cohérentes : les EPAGE (établissement public d’aménagement et de gestion des eaux) à l’échelle de sous-bassins versants et les EPTB établissements publics territoriaux de bassin) à l’échelle des groupements de sous-bassin.
En  2014, le département était couvert par 11 EPCI à fiscalité propre et 17 syndicats compétents sur les milieux aquatiques. Le schéma départemental de coopération intercommunale de 2016 a fixé un premier objectif de rationalisation des compétences intercommunales puis il a été complété  en 2017 par le Schéma d'organisation des compétences locales de l'eau (SOCLE) une démarche réglementaire qui devait être annexée au SDAGE et arrêtée par le préfet coordonnateur de bassin au plus tard le 31 décembre 2017. Le SOCLE est établi en recherchant la cohérence hydrographique et la rationalisation du nombre de syndicats, par l’extension de certains périmètres, la fusion des syndicats ou la disparition des syndicats devenus obsolètes.
Ainsi en 2018 le bassin versant de l’Aude, de la Berre et du Rieu est désormais couvert par 5 EPAGEs avec la compétence GEMAPI. Ces EPAGEs sont adhérents, au même titre que les anciens syndicats de rivière, à l’EPTB SMMAR, syndicat mixte ouvert, composé du département de l’Aude et de ces 5 EPAGEs.

## Connaissance du risque d’inondation

### Directive Inondations
La Directive inondation du 23 octobre 2007 vise à créer un cadre commun permettant d'évaluer et de réduire les risques d'inondation sur le territoire de l'Union européenne et donc réduire les disparités de prise en compte et de traitement du phénomène inondation selon les États membres et favoriser la coopération transfrontalière. Elle est transposée dans le droit français par l'article 221 de la LENE (Loi portant sur l’engagement national pour l’environnement) du 12 juillet 2010 et comprend trois étapes : évaluation préliminaire, cartographie, plan de gestion. La première étape s'achève en décembre 2011 et donne lieu à la définition d'une stratégie nationale publiée en octobre 2014. Celle-ci s'articule autour de trois objectifs : augmenter la sécurité des populations, réduire le coût des dommages et raccourcir fortement le délai de retour à la normale des territoires sinistrés. Elle doit ensuite être déclinée en Plans de gestions du risque d'inondation au niveau de chaque bassin (PGRI) puis en Stratégies locale de gestion du risque d'inondation (SLGRI) en principe au niveau de chaque TRI, mais pouvant être étendues sur des territoires plus larges pour des raisons de cohérence.

#### Évaluation préliminaire du risque d'inondation en 2011

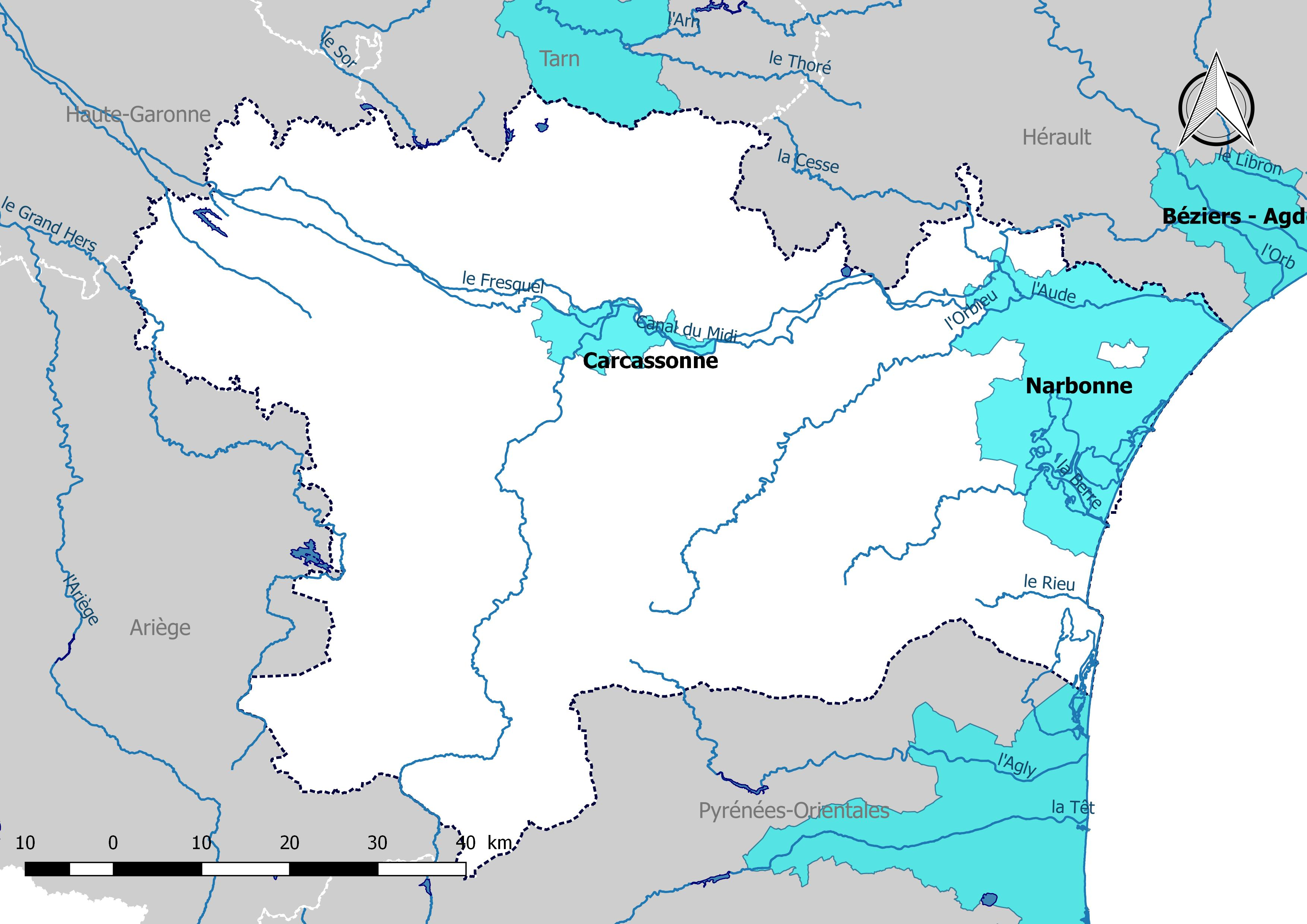
Le département comprend deux TRI.

L'évaluation préliminaire des risques d'inondation (EPRI) réalisée en 2011 sur le « district Rhône et côtiers méditerranéens » correspondant au bassin Rhône-Méditerranée, a permis de déterminer les enveloppes approchées des inondations potentielles (EAIP) « cours d'eau et ruissellements » et « submersions marines ». L'EAIP représente l'emprise potentielle des débordements de tous les  cours d'eau, y compris les petits et les intermittents, des torrents et des concentrations d'écoulement  dans les fonds de thalweg. Pour évaluer les impacts, les indicateurs suivants ont en outre été arrêtés pour traduire les impacts potentiels des inondations sur la santé humaine
 :
- la population habitant dans l'EAIP : principal indicateur, le nombre d'habitants à l'intérieur de l'EAIP est calculé pour chaque commune à partir des résultats du recensement 2006 de l'INSEE ;
- la proportion de la population de la commune habitant dans l'EAIP : cet indicateur rend compte de la sensibilité du territoire à la crise et de sa capacité à rétablir une situation normale après un événement.
- l'emprise des habitations de plain-pied dans l'EAIP : cet indicateur permet d'identifier les habitations sans étage refuge situées dans l'EAIP. Par ailleurs, leurs habitants pourront difficilement les réintégrer une fois l'événement passé. L'indicateur est calculé en assimilant les bâtiments d'habitation de hauteur inférieure à 4 mètres à des habitations de plain-pied ;
- le nombre d'établissements hospitaliers dans l'EAIP.

Un diagnostic détaillé est établi pour chaque unité de présentation. L'Aude fait partie de l'unité « Côtiers ouest ».
Des critères nationaux de caractérisation de l'importance du risque d'inondation ont été définis dans l'arrêté ministériel du 27 avril 2012
et ont permis de définir en décembre 2012 des territoires à risques important d'inondation (TRI) : 122 au niveau national, 31 dans le district Rhône-Méditerranée, deux dans l'Aude,.
Une cartographie détaillée des différents TRI a ensuite été élaborée pour trois scénarios : événement fréquent (période de retour de 10 à 30 ans), événement moyen (période de retour de 100 à 300 ans), événement extrême (période de retour au moins égal à 1000 ans). Elle est arrêtée par le préfet coordonnateur de bassin à la suite d'une consultation des parties prenantes : le 20 décembre 2013 pour 20 premiers TRI (dont ceux de Carcassonne et Narbonne), le  1er août 2014, pour 6 autres TRI puis le 15 septembre 2014 pour un dernier TRI.

#### TRI de Carcassonne
| Enjeu           | Total en EAIP | Taux du TRI total |
| --------------- | ------------- | ----------------- |
| Population      | 17 393        | 31,8 %            |
| Emplois         | 15 275        | 47,9 %            |
| Infrastructures | 135,3 km      | 7,1 %             |

Le TRI de Carcassonne a été constitué autour du bassin de vie de l'agglomération carcassonnaise. Il comprend 4 communes : Berriac, Carcassonne, Cazilhac et Trèbes. Les phénomènes d'inondation identifiés comme prépondérants sur le TRI concernent les débordements de l'Aude et du Fresquel.
Le TRI regroupe 55 759 habitants permanents. Sa population saisonnière s'élève à plus de 7 500 habitants, soit 13,6 % du nombre total d'habitants permanents du TRI. La population permanente résidant en EAIP est évaluée en 2010 à 17 393 habitants, soit 31,8 % de la population totale du TRI. Le territoire fait par ailleurs l'objet d'une affluence touristique marquée (estimée pour l'année 2010 sur le périmètre du Pays Carcassonais à plus de 490 000 nuitées hotellières et plus de 180 000 nuitées dans l'hôtellerie de plein air). Pour les secteurs situés en zone inondable, des événements importants peuvent survenir durant la période touristique. La population saisonnière résidant dans les campings reste potentiellement la plus vulnérable à ce type de phénomène.
15 275 emplois sont par ailleurs menacés par une inondation, soit 47,9% des emplois totaux du TRI. L'activité économique liée à l'attractivité saisonnière représente plus de 10 % de l'emploi salarial du département de l'Aude.

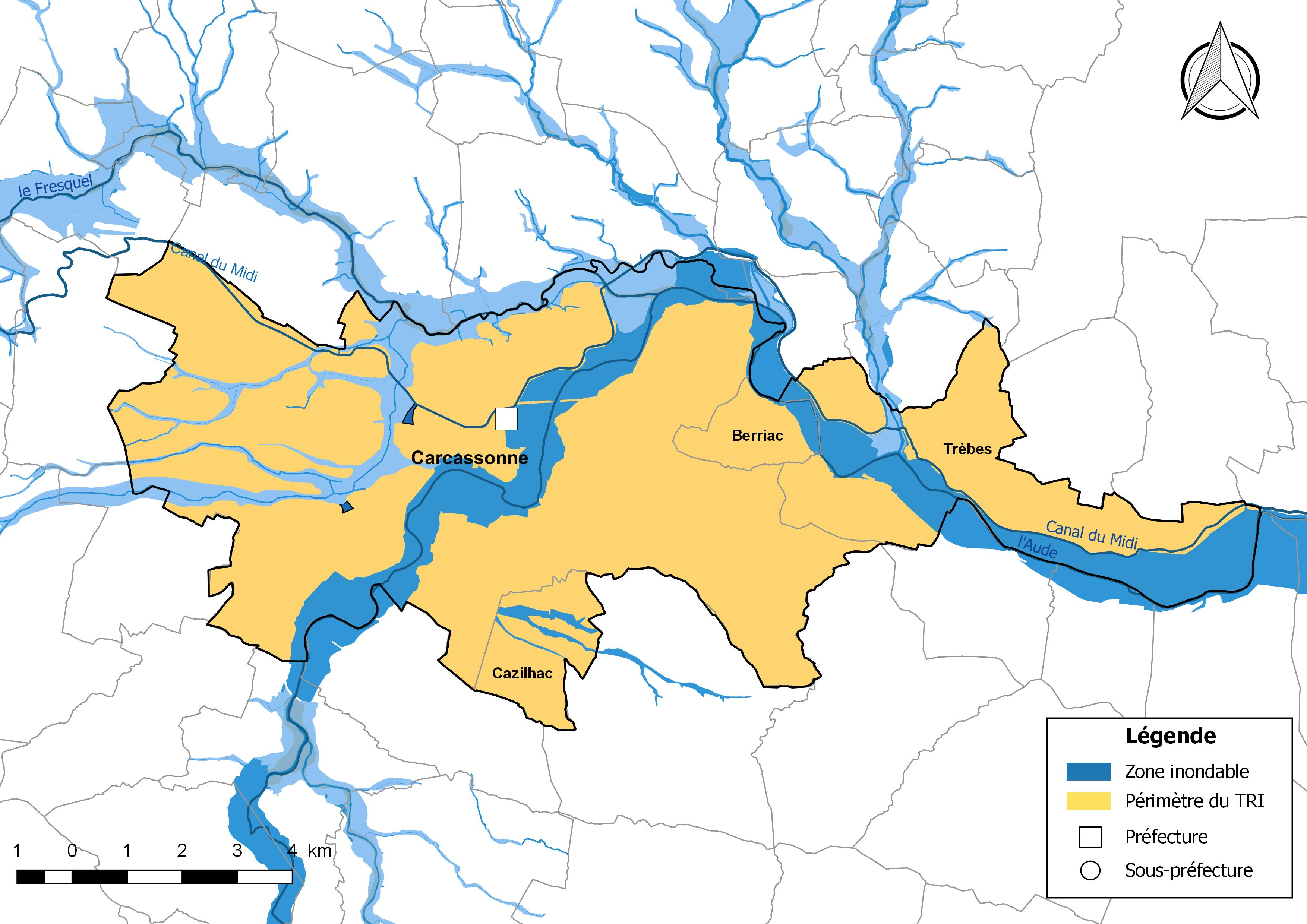
Carte du TRI de Carcassonne (4 communes : Berriac, Carcassonne, Cazilhac et Trèbes).
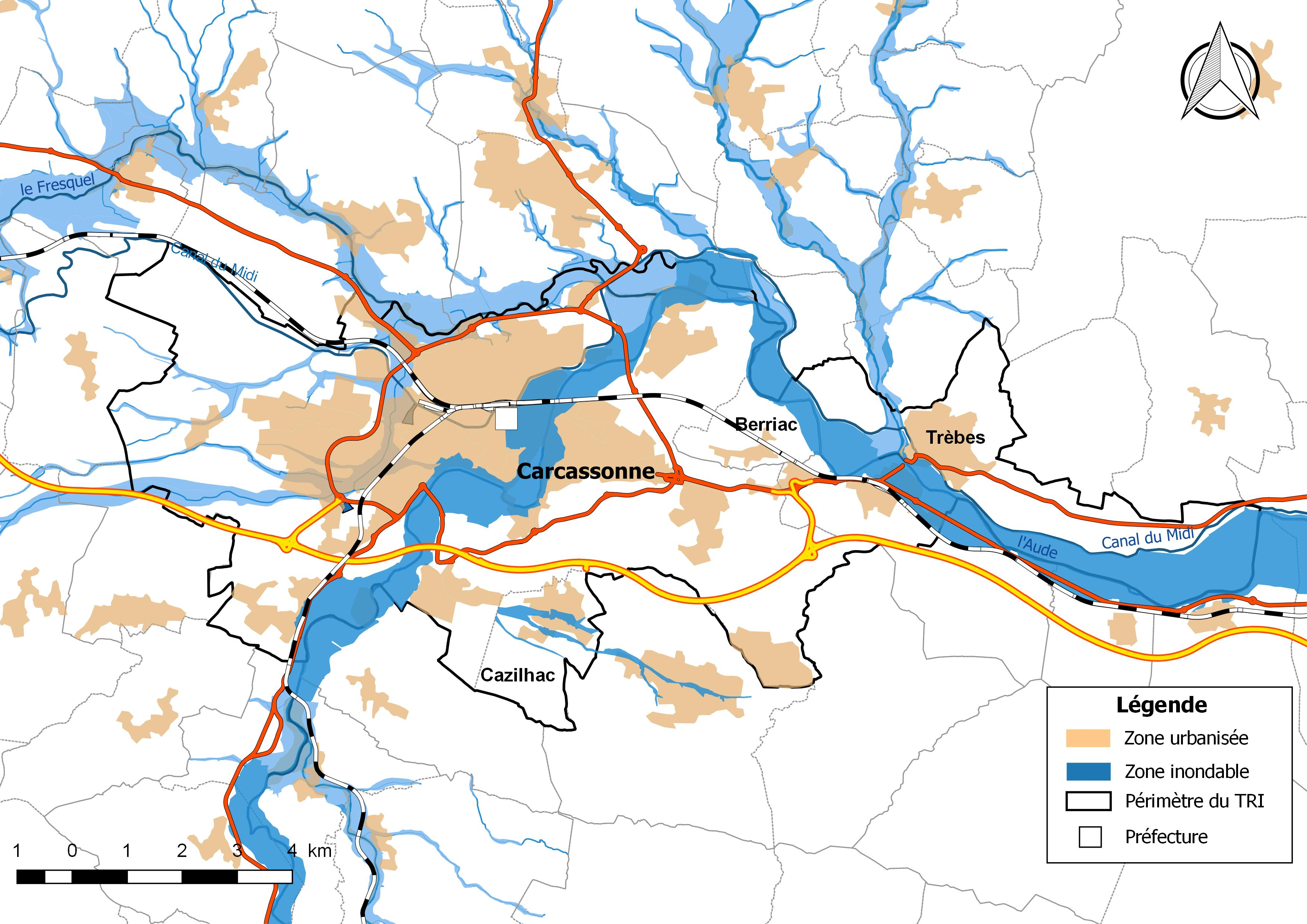
Carte du TRI de Carcassonne, avec représentation des principales infrastructures.

#### TRI de Narbonne
| Type d'aléa                | Population permanente en EAIP | Part de la population permanente en EAIP |
| -------------------------- | ----------------------------- | ---------------------------------------- |
| Débordement de cours d'eau | 54 363                        | 57,4 %                                   |
| Submersion marine          | 12 189                        | 12,9 %                                   |

Le TRI de Narbonne comprend 18 communes : Bages - Coursan - Cuxac-Cabardès - Fleury - Gruissan - Marcorignan - Moussan - Narbonne - Névian - Port-la-Nouvelle - Peyriac-de-Mer - Raissac-d'Aude - Saint-Marcel-sur-Aude - Saint-Nazaire-d'Aude - Sallèles-d'Aude - Salles-d'Aude - Sigean - Vinassan. Les phénomènes d'inondation identifiés comme prépondérant sur le TRI sont de deux types : débordements de l'Aude, de l'Orbieu ou de la Berre et submersion marine.
Le TRI regroupe 97 676 habitants permanents. Sa population saisonnière s'élève à 167 649 habitants, soit 168,5 %, moins du double des habitants permanents du TRI. La population permanente résidant en EAIP et exposée aux débordements de cours d'eau est évaluée en 2010 à 54 363 habitants, soit 57,4 % de la population totale du TRI. Celle exposée aux submersions marines est évaluée à 12 189 habitants, soit 12,9 % de la population totale du TRI.
Le territoire fait par ailleurs l'objet d'une très forte affluence touristique estivale. À l'échelle de l'ensemble du territoire, sa capacité annuelle d'hébergement est estimée à plus de 100 000 personnes (estimée pour l'année 2010 sur le périmètre du Pays narbonnais à plus de 390 000 nuitées hotellières et plus de 900 000 nuitées dans l'hôtellerie de plein air). Pour les secteurs situés en zone inondable, des événements importants peuvent survenir durant la période touristique. La population saisonnière résidant dans les campings reste potentiellement la plus vulnérable à ce type de phénomène.

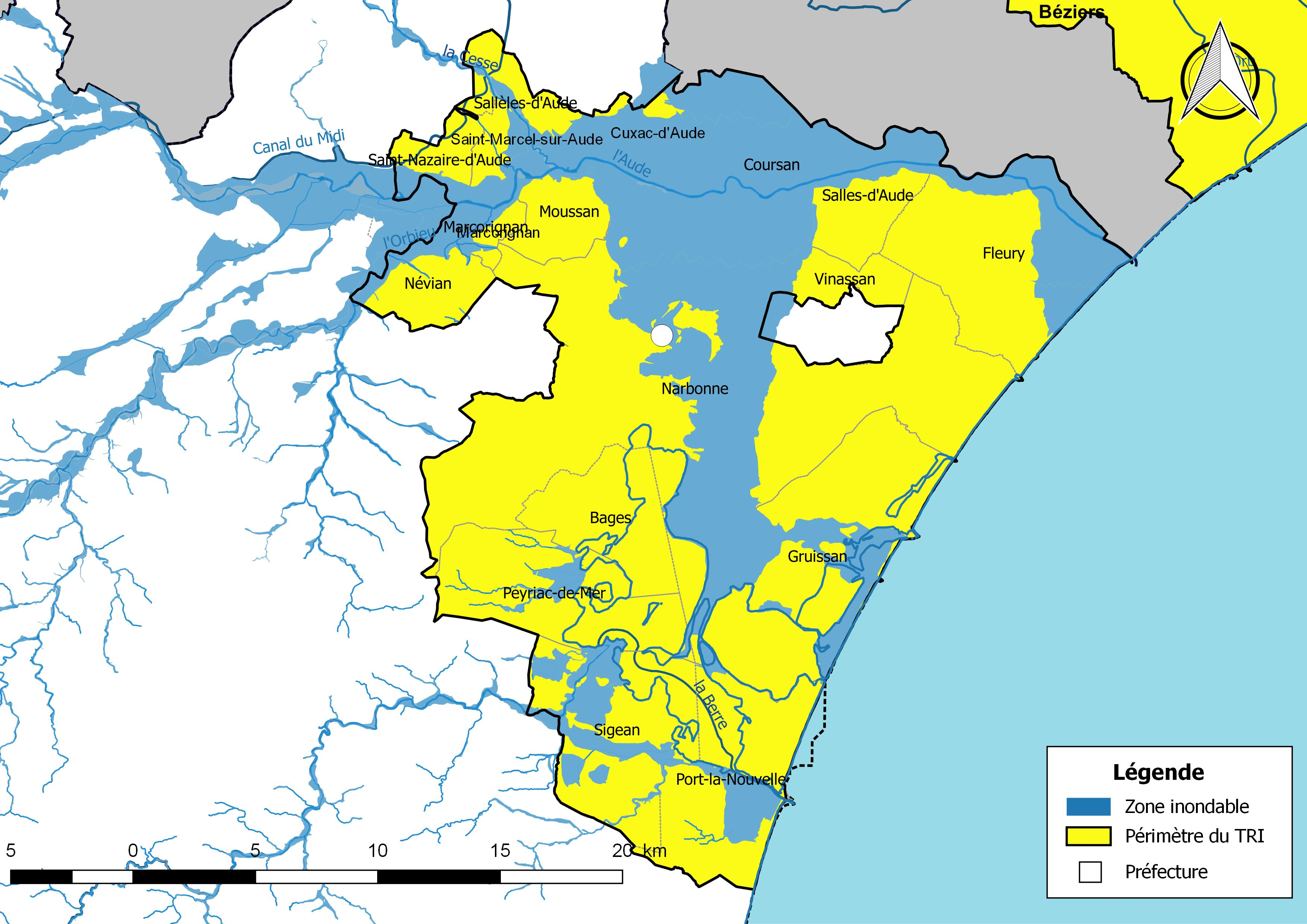
Carte du TRI de Narbonne (18 communes).
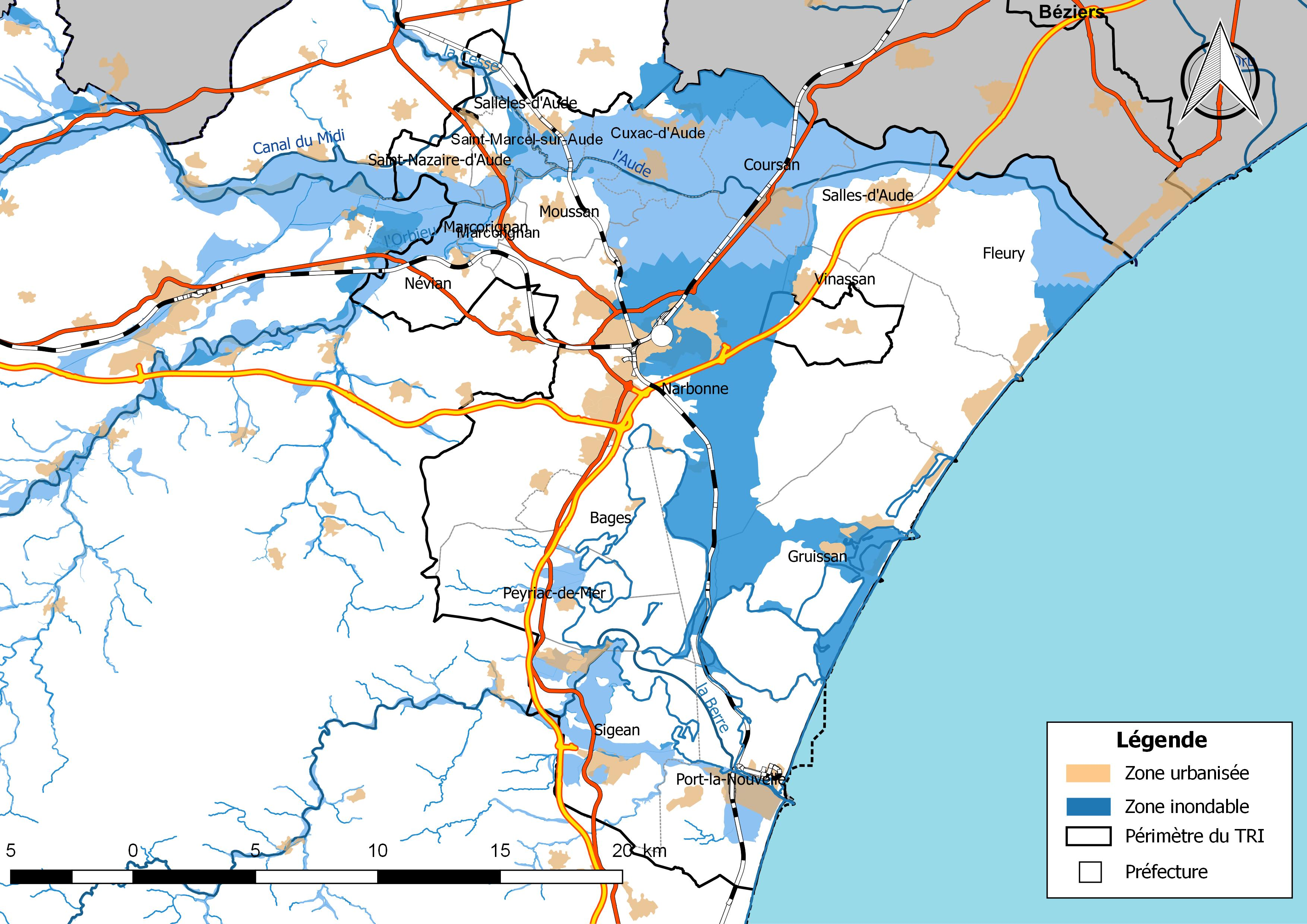
Carte du TRI de Narbonne, avec représentation des principales infrastructures.

## Actions de prévention ou de réduction de la vulnérabilité

### Période 1999-2006
La gestion du risque inondation dans le périmètre du bassin versant de l’Aude commence avec la crue de novembre 1999. Avant cet événement catastrophique, il n’existait que quelques actions ponctuelles, sporadiques, limitées aux communes ayant les moyens financiers pour assumer des travaux. La crue de 1999, outre l’aspect traumatisant, a été l’élément fondateur de la politique de prévention et a servi de « retour d’expérience » et permis de bâtir le dispositif de gestion actuel.

#### Étude préliminaire et création du SMMAR (2000-2002)
Une étude réalisée entre 2000 et 2002 par le cabinet d’études BRL a permis de révéler les principales insuffisances et incohérences dans le dispositif préexistant de lutte contre les inondations :
- absence d’une cohérence de bassin ;
- des structures intercommunales inadaptées, non solidaires et manquant de moyens ;
- complexité de la politique entre les différents partenaires financiers qui ne facilitait pas l’action.

Cette étude a abouti à l’organisation d’une gestion globale, solidaire et partenariale du risque inondation sur l’ensemble du territoire départemental avec la création  d'un syndicat unique en 2002, le Syndicat Mixte des Milieux Aquatiques et des Rivières  (SMMAR). En 2018, cette structure regroupe 436 communes du département de l’Aude, 30 communes du département de l'Hérault, 6 des Pyrénées-Orientales et 5 de l'Ariège.

#### Dispositif de prévention de 2002 à 2006
Sur la période de 2002 à 2006, le travail d’animation conduit par le SMMAR en collaboration avec l’État s’est soldé par l’engagement d’une centaine d'actions représentant un montant de 10 M€. Ces actions menées sous maîtrise d’ouvrage des syndicats de bassin ont été complétées par celles portées par l’État qui dans la même période a développé les PPRI et mis en place le service de prévision des crues afin de renforcer les dispositifs d’annonces de crues et d’alertes. De plus, durant cette période, le territoire a subi deux crues significatives supplémentaires en novembre 2005 et janvier 2006, qui ont conduit à un programme de reconstruction de près de 17 M€ (hors dégâts sur les biens privés) dont 15 M€ pour la voirie et 2 M€ pour les rivières .

### Période 2006-2014

#### PAPI I (2006-2014)
Les Programmes d'actions de prévention des inondations (PAPI), lancés en 2002, ont pour objet de promouvoir une gestion intégrée des risques d'inondation en vue de réduire leurs conséquences dommageables sur la santé humaine, les biens, les activités économiques, l'environnement et le patrimoine. Il s'agit d'un outil de contractualisation entre l'État et les collectivités permettant de subventionner (de 25 à 50 %) une politique globale de gestion du risque d'inondation sur une durée maximale de 6 ans. Ils visent à définir une stratégie globale pensée à l’échelle du bassin de risque, puis déclinée en plan d’actions. L’élaboration de ces programmes repose sur une gouvernance partenariale entre acteurs locaux et services de L’État en vue d’une labellisation. Pour être labellisés, les projets de PAPI doivent s’appuyer sur : un diagnostic précis du risque sur le territoire, une stratégie locale explicite, un programme d’actions comprenant actions sur l’aléa et réduction de la vulnérabilité, développement de la culture du risque et préparation à la gestion de crise.
Le premier PAPI sur le bassin de l’Aude (dit PAPI I), élaboré à l'échelle du SMMAR, est signé le 12 juillet 2006 sous l’impulsion de Nelly Olin, Ministre de l’écologie et du développement durable, pour la période 2006-2013, entre les adhérents du SMMAR, l'État, la Région, les départements de l'Aude et de l'Hérault et l'agence de l'eau Rhône-Méditerranée-Corse. Arrivé à échéance en décembre 2013, il est prolongé par un avenant jusqu’au 31 décembre 2014.  Le territoire du PAPI couvre 80 % du territoire du département de l'Aude. D'un montant de 80 millions d'euros, il prévoyait 22 actions dont les opérations suivantes
, :
- la sensibilisation et la communication concernant le risque inondation ;
- la restauration de la ripisylve des affluents l’Aude (près de 2 000 km entre 2006 et 2014) ;
- l’élaboration des PCS (près de 240 communes) et des PPRI (près de 140 communes) ;
- la construction de cinq ouvrages de rétention (Cavanac/Palaja, Rustiques, Badens, Fabrezan, Villeneuve-Minervois) ;
- la délocalisation de 30 habitations en zone dangereuse ;
- la construction des digues de Cuxac-d’Aude et Sallèles-d'Aude (non achevée dans le PAPI) ;
- la mise en transparence de remblais à Sallèles-d'Aude (voie RFF et canal de Jonction).

Le bilan par axe s'établit comme suit :
| Axe   | Libellé axe                                                                                   | Prévu  | Programmés au 31/12/2013 | Programmés au 31/12/2014 |
| ----- | --------------------------------------------------------------------------------------------- | ------ | ------------------------ | ------------------------ |
| Axe 1 | Renforcement de la conscience collective du risque                                            | 0,7 €  | 1,1 M€                   | 1,1 M€                   |
| Axe 2 | Amélioration de la surveillance et des dispositifs de prévision et d'alerte                   | 1,4 €  | 1,7 M€                   | 1,7 M€                   |
| Axe 3 | Mise en œuvre de mesures de réduction de la vulnérabilité des bâtiments et activités, et PPRi | 0,8 €  | 1,3 M€                   | 1,3 M€                   |
| Axe 4 | Actions de ralentissement des écoulements à l'amont des zones exposées                        | 41,4 € | 2,9 M€                   | 32,9 M€                  |
| Axe 5 | Aménagement collectifs de protection localisée des lieux densément habités                    | 35,2 € | 32,3 M€                  | 43,0 M€                  |
|       | Animation                                                                                     | 0,5 €  | 1,1 M€                   | 1,1 M€                   |
| Total | Total                                                                                         | 80,0 € | 66,1 M€                  | 81,0 M€                  |

N'ont pas pu être mises en œuvre pendant la période du PAPI les actions suivantes :
- l'amélioration du suivi pluviométrique et donc de l’alerte et de la gestion de crise ;
- les actions de réduction de la vulnérabilité des habitations soumises au risque inondation ;
- la restauration de la ripisylve de l’Aude domaniale ;
- la réouverture de champs d’expansion des crues significatifs et hydrauliquement efficaces à l’échelle du bassin versant ;
- la restauration d’un fonctionnement naturel des cours d’eau.

#### Plan national de submersions rapides (2011-2016)
Validé par le Premier Ministre le 17 février 2011, le plan national de submersions rapides vise la sécurité des personnes. Il comprend des mesures de prévention, dé prévision, de protection et de sauvegarde des populations. Il couvre les risques de submersions marines, inondations par ruissellement ou crues soudaines, ruptures de digues fluviales ou maritimes. Il s'articule autour de quatre axes qui recouvrent plus de soixante actions. Un bilan de ce premier plan est produit en avril 2017 . De nombreuses communes de l'Aude sont concernées par certaines mesures de ce plan comme, entre autres, la publication de la liste des PPRL prioritaires en août 2011
 ou la mise en place d'un Services d'avertissement pluies intenses, l'application mobile Avertissement Pluies Intenses à l’échelle des Communes (APIC),.

### Période 2015-2021
Dans la nouvelle stratégie nationale du risque inondation issue de la déclinaison de la Directive européenne inondations de 2007, les outils de planification stratégique sont : le plan de gestion des risques d'inondation (PGRI) au niveau du district hydrographique, la stratégie locale de gestion des risques d'inondation (SLGRI) pour les territoires à risque d'inondation important (TRI) et les Programmes d'Actions de Prévention des Inondations (PAPI) au niveau local.

#### PGRi Rhône-Méditerranée 2016-2021
Le Plan de gestion des risques d'inondation du bassin Rhône Méditerranée a été approuvé par le préfet coordonnateur de bassin le 7 décembre 2015. Il s’articule autour des cinq grands thèmes suivants
 :
- Respect des principes d’un aménagement du territoire qui intègre les risques d’inondation
- La gestion de l’aléa en tenant compte du fonctionnement naturel des milieux aquatiques
- L’amélioration de la résilience des territoires exposés
- L’organisation des acteurs et des compétences pour mieux prévenir les risques d’inondation
- Le développement et le partage de la connaissance

#### PAPI II (2015-2020)
Dans la poursuite du PAPI I, un PAPI II est signé le 27 octobre 2015 pour la période 2015-2020. Il s’applique sur l’ensemble du périmètre du SMMAR c’est-à-dire l’ensemble des bassins versants de l’Aude, de la Berre et du Rieu et est financé par l’Europe, l’État, l'Agence de l'eau Rhône-Méditerranée-Corse, la Région Languedoc-Roussillon, le département de l'Aude et les maîtres d’ouvrages que sont les syndicats de bassins,
| Axe   | Libellé axe                                                                          | Prévu   |
| ----- | ------------------------------------------------------------------------------------ | ------- |
| Axe 1 | Amélioration des connaissances et renforcement de la conscience collective du risque | 2,3 M€  |
| Axe 2 | Amélioration de la surveillance et de la prévision des crues et des inondations      | 0,8 M€  |
| Axe 3 | Alerte et gestion de crise                                                           | 0,5 M€  |
| Axe 4 | Prise en compte du risque inondation dans l'urbanisme                                | 1,5 M€  |
| Axe 5 | Actions de réduction de vulnérabilité des personnes et des biens                     | 3,8 M€  |
| Axe 6 | Ralentissement des écoulements                                                       | 13,4 M€ |
| Axe 7 | Gestion des ouvrages de protection hydraulique                                       | 6,4 M€  |
|       | Animation                                                                            | 0,5 M€  |
| Total | Total                                                                                | 29,2 M€ |

#### Plans de gestion de bassins versants: PPGV 2015-2019
Les Plans pluriannuels de gestion de bassins versants (PPGBV) sont des plans de gestion, à l’échelle d’un sous-bassin versant intégrant plusieurs axes (morphologie, zones humides, gestion quantitative, gestion de la ripisylve, qualité de l’eau). Cinq PPGBV ont été élaborés à l’échelle du territoire SMMAR. Ils constituent le volet opérationnel de l’accord cadre qui est conclu entre les différents partenaires de 2015 à 2019.
| Nom du territoire | Bassins concerné | Superficie | Maitrise d'ouvrage identifiée |
| ----------------- | --- | ---------- | --- |
| Aude Amont        | Bassin versant de l’Aude depuis sa source sur la commune des Angles dans le département des Pyrénées-Orientales (66) jusqu’à la confluence avec le Fresquel sur la commune de Carcassonne. | 1 200 km2  | SMAH de la Haute Vallée de l'Aude - Communauté de communes du Pays de Couiza - Communauté d'agglomération du Carcassonnais (CAC) |
| Aude centrale     | Bassin versant de l’Aude, en amont depuis sa confluence avec le Fresquel sur la commune de Carcassonne jusqu’en aval à la confluence de l’Aude avec le bassin versant Jourres-Orbieu.      | 750 km2    | SMAH des Balcons de l'Aude - Communauté de communes du Piémont d'Alaric - SMAH Clamoux, Orbiel, Trapel - SIAH de l'Argent Double |
| Orbieu-Jourres    | Bassins versants de l’Orbieu, et de la Jourre, la Jourre d’Escales et le Lirou. | 845 km2    | SIAH des Jourres et du Lirou - SIAH du bassin de l'Orbieu                                                                        |
| Fresquel          | Bassin versant du Fresquel | 940 km2    | SIAH du bassin du Fresquel |
| Aude Aval         | Bassin versant de l’Aude, depuis le seuil de Moussoulens jusqu'à la mer et bassin de la Berre.                                                                                             | 1 500 km2  | SM du Delta de l'Aude - SIAH du bassin des Corbières Maritimes - SIAH du bassin du Minervois - SIAH de la Berre et du Rieu       |

## Prise en compte du risque dans l'aménagement du territoire
L’un des meilleurs moyens de prévention contre le risque d'inondation est d’éviter d’urbaniser les zones exposées au risque d’inondation. Pour cela il est nécessaire de disposer d'outils d'urbanisme réglementaire : les plans de surfaces submersibles d'abord, puis aujourd'hui les plans de prévention du risque inondation.

### Schéma de cohérence territoriale (SCOT)
L'article L. 122-1 du Code de l'urbanisme impose au Schéma de cohérence territoriale (SCOT) de prendre en compte la prévention du risque inondation dans son élaboration. Dans l’Aude, quatre SCOT sont approuvés (le SCOT de la Narbonnaise, le SCOT du Carcassonnais, le SCOT du Lauragais et celui du Pays Lézignanais).
Au-delà de ces obligations, la loi du 12 juillet 2010 portant engagement national pour l'environnement (dite loi Grenelle II) invite les collectivités territoriales à considérer les impacts que peut avoir une inondation sur leur territoire. Il s'agit d'orienter les politiques d'aménagement du territoire dans le but de diminuer l'impact d'une inondation. En outre le PLU Intercommunal a désormais les mêmes dispositions d'un SCOT,.

### PPRI (à partir de 1999)
Les plans de prévention des risques naturels prévisibles (PPR)  délimitent les zones exposées aux risques et définissent des règles d’urbanisme, de construction et de gestion applicables au bâti existant ou futur. L’objectif est de réduire la vulnérabilité des territoires, des biens et des personnes. Dans le département de l'Aude 27 PPRI sont approuvés au 1er octobre 2018.
|    | Nom du PPRI              | nbre communes | Communes | Prescrit le | Approuvé le |
| -- | ------------------------ | ------------- | --- | ----------- | ----------- |
| 1  | Limoux                   | 1             | Limoux | 23/05/2014  | 4/02/2016   |
| 2  | Rennes-les-Bains         | 1             | Rennes-les-Bains |             | 3/12/2013   |
| 3  | Cazilhac et Palaja       | 2             | Cazilhac - Palaja |             | 28/10/2013  |
| 4  | Rec du Veyret            | 2             | Montredon-des-Corbières - Narbonne | 23/10/2002  | 8/09/2008   |
| 5  | Basses plaines de l’Aude | 3             | Coursan - Cuxac-d’Aude |             | 28/10/2013  |
| 6  | L'Argent Double          | 7             | Lespinassière - Peyriac-Minervois - Rieux-Minervois - Trausse |             |             |
| 7  | Lauquet                  | 9             | Bouisse - Caunette-sur-Lauquet - Clermont-sur-Lauquet - Couffoulens - Greffeil - Ladern-sur-Lauquet - Leuc - Saint-Hilaire- Verzeille |             | 21/12/2004  |
| 8  | Orbiel et Clamoux        | 20            | Bagnoles - Bouilhonnac - Cabrespine - Castans - Conques-sur-Orbiel - Fournes-Cabardès - Les Ilhes - Lastours - Limousis - Malves-en-Minervois - Les Martys - Mas-Cabardès - Miraval-Cabardès - Sallèles-Cabardès - Trassanel - Villalier - Villanière - Villarzel - Cabardès - Villegly - Villeneuve-Minervois | 10/01/2000  | 22/06/2006  |
| 9  | Trapel                   | 7             | Aragon - Conques-sur-Orbiel - Fraisse-Cabardès - Villalier - Villedubert - Villegailhenc - Villemoustaussou |             | 22/12/2003  |
| 10 | Bassin de l’Ognon        | 1             | Pépieux | 1/2/2002    | 24/7/2003   |
| 11 | Verdouble                | 6             | Cucugnan - Duilhac-sous-Peyrepertuse - Padern - Paziols - Soulatgé - Tuchan | 10/01/2000  | 22/12/2005  |
| 12 | Orbieu                   | 36            | Auriac - Bizanet - Boutenac - Camplong-d’Aude - Canet - Cruscades - Davejean - Fabrezan - Félines-Termenès - Ferrals-les-Corbières - Fourtou - Labastide-en-Val - Lagrasse - Lanet - Luc-sur-Orbieu - Marcorignan - Montjoi - Névian - Ornaisons - Raissac-d'Aude - Ribaute - Rieux-en-Val - Saint-André-de-Roquelongue - Saint-Laurent-de-la-Cabrerisse - Saint-Martin-des-Puits - Saint-Pierre-des-Champs - Serviès-en-Val - Talairan - Taurize - Termes - Tournissan - Vignevieille - Villar-en-Val - Villerouge-Termenès - Villetritouls | 10/01/2000  | 1/12/2004   |
| 13 | Villedaigne (Orbieu)     | 1             | Villedaigne | 11/6/2009   | 14/4/2010   |
| 14 | Lezignan-Corbières       | 1             | Lézignan-Corbières | 18/04/2012  | 30/09/2016  |
| 15 | Fresquel                 | 13            | Alzonne - Bram - Castelnaudary - Lasbordes - Pennautier - Pezens - Sainte-Eulalie - Saint-Martin-Lalande - Saint-Papoul - Ventenac-Cabardès - Villemoustaussou - Villepinte - Villesequelande | 3/09/2007   | 30/11/2010  |
| 16 | Cesse                    | 5             | Bize-Minervois - Ginestas - Mirepeisset - Saint-Marcel-sur-Aude - Sallèles-d'Aude | 10/01/2000  | 17/06/2010  |
| 17 | Salles-d'Aude            | 1             | Salles-d'Aude | 1/11/2010   | 23/05/2011  |
| 18 | Rouffiac-des-Corbières   | 1             | Rouffiac-des-Corbières | 10/01/2000  | 20/12/2011  |
| 19 | Bassin de la Repudre     | 5             | Mailhac - Paraza - Pouzols-Minervois - Sainte-Valière - Ventenac-en-Minervois |             | 30/12/2011  |
| 20 | Azille                   | 1             | Azille | 14/4/2010   | 30/12/2011  |
| 21 | Villeneuve-lès Montréal  | 1             | Villeneuve-lès-Montréal |             | 19/12/2012  |
| 22 | Trèbes                   | 1             | Trèbes | 29/08/2011  | 30/11/2012  |
| 23 | La Berre                 | 6             | Cascastel-des-Corbières - Durban-Corbières - Portel-des-Corbières - Roquefort-des-Corbières- Sigean - Villeneuve-les-Corbières - Villesèque-des-Corbières | 10/10/2013  | 4/08/2017   |
| 24 | Couiza - Montazels       | 2             | Couiza - Montazels |             | 1/09/1995   |
| 25 | Homps                    | 1             | Homps | 14/04/2010  | 11/04/2013  |
| 26 | Moyenne vallée de l’Aude | 16            | Aigues-Vives - Badens - Barbaira - Blomac - Capendu - Douzens - Floure - Fonties-d'Aude - Laure-Minervois - Marseillette - Puichéric - Rieux-Minervois - Roquecourbe-Minervois - Rustiques - Saint-Couat-d'Aude - Saint-Frichoux | 28/03/2011  | 24/12/2013  |
| 27 | Carcassonne              | 1             | Carcassonne | 24/01/1996  | 7/05/2014   |

### PPRL (à partir de 2011)
Depuis 2011, les communes exposées au risque de submersion marine sont obligées de le prendre en compte dans un plan de prévention des risques littoraux prévisibles (PPRL). Dans le département de l'Aude, cinq communes disposent en 2018 d'un PPRL approuvé.
|   | Nom du PPRI        | nbre communes | Communes      | Prescrit le | Approuvé le |
| - | ------------------ | ------------- | ------------- | ----------- | ----------- |
| 1 | Narbonne           | 1             | Narbonne      | 11/10/2012  | 26/10/2016  |
| 2 | Fleury-d’Aude      | 1             | Fleury-d'Aude | 11/10/2012  | 06/12/2016  |
| 3 | Gruissan           | 1             | Gruissan      | 11/10/2012  | 05/01/2017  |
| 4 | Leucate            | 1             | Leucate       | 11/10/2012  | 05/01/2017  |
| 5 | Bassin de la Berre | 1             | Berre         | 10/10/2013  | 04/08/2017  |

Cinq autres PPRL sont en cours d'études en 2018 : Bages, Fitou, La Palme, Peyriac-de-Mer et Port la Nouvelle.

### Documents d’urbanisme
Le code de l'urbanisme impose la prise en compte des risques dans les documents d'urbanisme. Ainsi, les plans locaux d'urbanisme (PLU), qui doivent prendre en compte les prescriptions des PPRI, permettent de refuser ou d'accepter, sous certaines conditions, un permis de construire dans des zones exposées. Les secteurs inondables doivent être identifiés visuellement sur les documents graphiques du PLU et dénommées du type « zone Aui », « zone Ai ». De plus, le règlement du PLU doit préciser les interdictions de construire et les prescriptions imposées dans les secteurs inondables. L'article R111-2 du Code de l'urbanisme peut permettre de refuser ou d'accepter le projet s'il porte atteinte à la sécurité publique. Enfin le Plan de sauvegarde et de mise en valeur (PSMV) du patrimoine, annexé au PLU, permet de créer un secteur sauvegardé présentant un intérêt patrimonial.

## Surveillance, prévision, vigilance et alerte

### Prévision et vigilance hydrologiques: Vigicrues

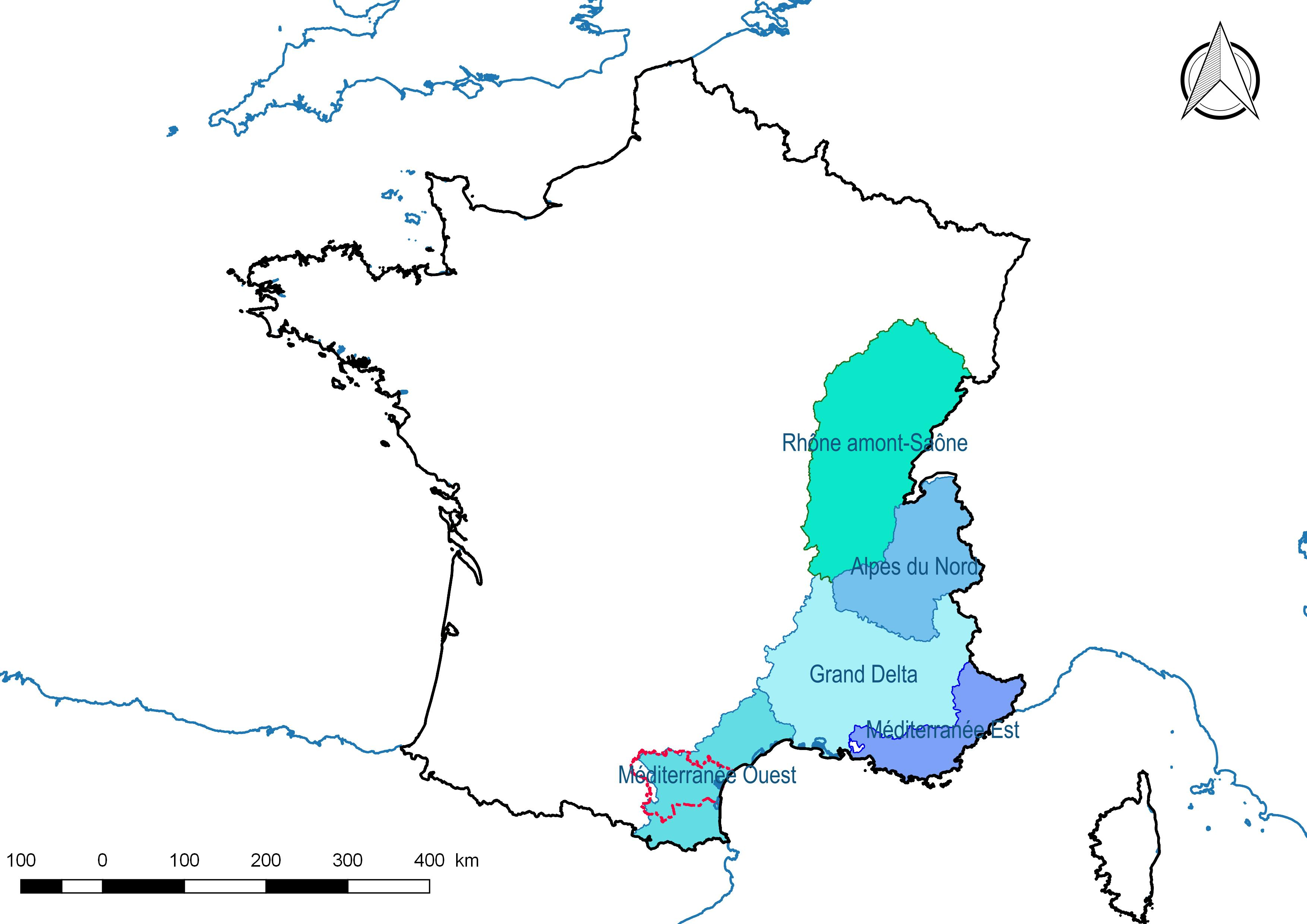
L'Aude dépend principalement du Territoire de compétences crues (TCC) Méditerranée Ouest, l'un des cinq TCC du bassin Rhône-Méditerranée.

Le réseau national de prévision des crues  et d'hydrométrie est constitué des organes suivants : le service  central d’hydrométéorologie et d’appui à la prévision des inondations (Schapi), situé à Toulouse et rattaché au service des risques naturels et hydrauliques de la direction générale de la prévention des risques, les services de prévision des crues (SPC) en région au nombre de 19, les unités d’hydrométrie en région au nombre de 28 et les cellules de veille hydrologique en Corse et dans les départements et régions d’outre-mer. Le département de l'Aude dépend principalement du service de prévision des crues Méditerranée Ouest dont le territoire de compétence s’étend des Pyrénées Orientales jusqu'en limite du bassin du Vidourle (exclu) et comprend entre autres le bassin versant de l'Aude.

#### Sectionnement en tronçons
Les informations de la vigilance « crues », en particulier la couleur de vigilance, sont qualifiées sur le site « Vigicrues » à l’échelle de tronçons qui découpent le réseau hydrographique surveillé par le SPC Méditerranée Ouest. Six tronçons concernent le département de l'Aude :
| Tronçon                   | Cours d'eau | Limite amont                             | Limite aval                            | Dpt      |
| ------------------------- | ----------- | ---------------------------------------- | -------------------------------------- | -------- |
| Haute vallée de l'Aude    | Aude        | Station de Quillan                       | Confluence Aude - Trapel (Carcassonne) | 11       |
| Vallée centrale de l'Aude | Aude        | Confluence Aude-Trapel                   | Limite communale aval de Canet         | 11       |
| Basses plaines de l'Aude  | Aude        | Limite communale amont de Raissac-d'Aude | Mer                                    | 11 et 34 |
| Orbieu                    | Orbieu      | Station de Lagrasse                      | Confluence avec l’Aude                 | 11       |
| Cesse                     | Cesse       | Station de Bize-Minervois                | Confluence avec l’Aude                 | 11 et 34 |
| Berre                     | Berre       | Station de Durban-Corbières              | Étang de Peyriac-de-Mer                | 11       |

#### Stations de référence

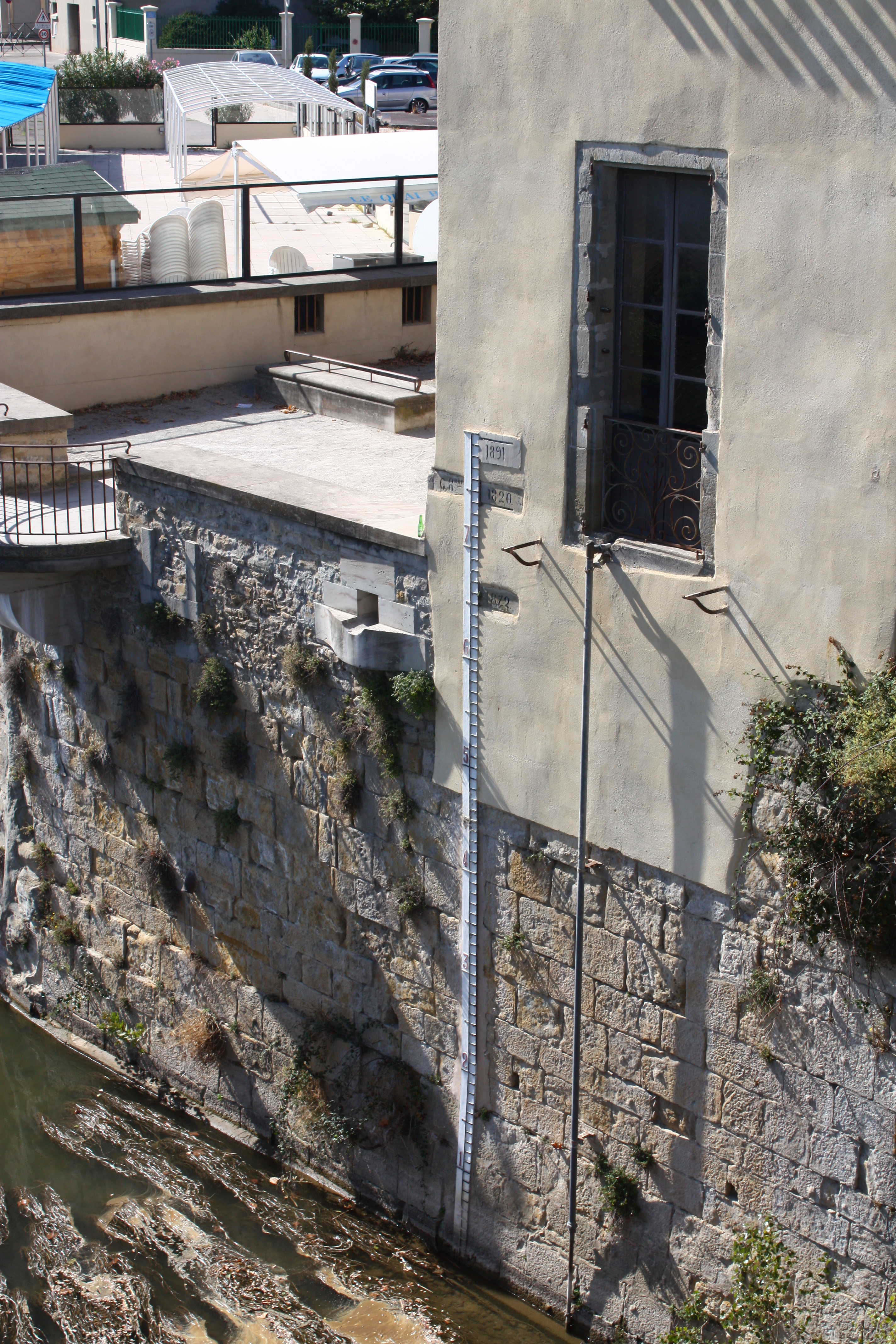
Échelle de crue à Carcassonne - 4 octobre 2009, l'Aude est à sec.

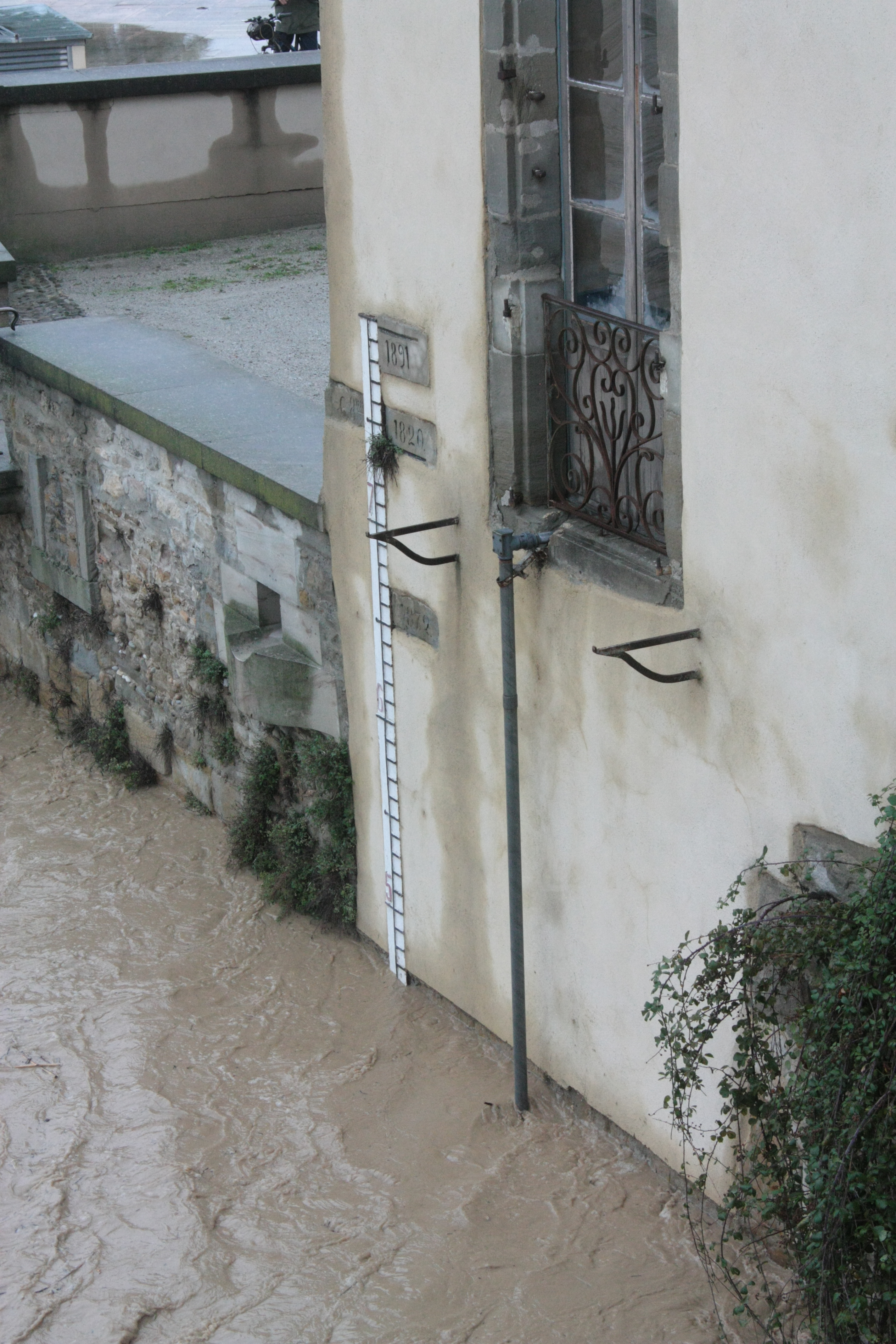
Échelle de crue à Carcassonne - 15 octobre 2018, l'Aude est en crue.

180 points de mesure existent sur le territoire du SPC dont 59 stations sont présentes dans l'Aude. Le choix du niveau de vigilance d’un tronçon, qui résulte d’une analyse multi-critères, intègre notamment les prévisions, qualitatives ou quantitatives, pour les prochaines 24 h à des stations de référence. À chacune d’elles sont définies pour cela des « zones de transition » entre les niveaux de vigilance, correspondant au changement potentiel de couleur ; elles sont déterminées à partir de la grille de définition nationale des niveaux de vigilance, et positionnées au regard des crues historiques ou récentes.
Parmi les 59 stations hydrométriques existant dans l'Aude, dix servent de stations de référence pour la prévision des crues,
 :
| Cours d'eau | Tronçon                   | Code station | Libellé station                         | Échéance prévision |
| ----------- | ------------------------- | ------------ | --------------------------------------- | ------------------ |
| Aude        | Haute vallée de l’Aude    | Y1112020     | L'Aude à Quillan [OA RD 118]            |                    |
| Aude        | Haute vallée de l’Aude    | Y1232020     | L'Aude à Carcassonne [Pont Vieux]       | 3h                 |
| Aude        | Vallée centrale de l’Aude | Y1422030     | L'Aude à Trèbes [rue Voltaire]          | 2h                 |
| Aude        | Basses plaines de l’Aude  | Y1422010     | L'Aude à Puichéric                      | 3h                 |
| Aude        | Basses plaines de l’Aude  | Y1612020     | L'Aude à Moussan [Moussoulens - écluse] | 7h                 |
| Orbieu      | Orbieu                    | Y1564010     | L'Orbieu à Luc-sur-Orbieu               | 4h                 |
| Orbieu      | Orbieu                    | Y1584020     | L'Orbieu à Villedaigne [RN 113]         | 3h                 |
| Cesse       | Cesse                     | Y1605050     | La Cesse à Mirepeisset                  |                    |
| Cesse       | Cesse                     | Y1605040     | La Cesse à Bize-Minervois               | 3h                 |
| Berre       | Berre                     | Y0824030     | La Berre à Portel-des-Corbières         | 2h                 |

#### Niveaux de vigilance
L’information de vigilance crues consiste à affecter à chaque tronçon de cours d’eau surveillé par l’État une couleur (vert, jaune, orange ou rouge) en fonction du niveau de danger attendu dans les 24 heures et donc de vigilance nécessaire. La signification de chacun des niveaux ainsi que les hauteurs de crues historiques associées sont présentées dans le tableau suivant.
| Niveau | Définition | Haute vallée de l'Aude                                                              | Haute vallée de l'Aude                                                                                  | Vallée centrale de l'Aude                                                                              | Vallée centrale de l'Aude                                                          | Basse plaine de l'Aude                                                                                  | Orbieu                                                                            | Orbieu                                                                                               | Cesse                                                                              | Cesse |
| Niveau | Définition | Quillan                                                                             | Carcassonne Pont-Vieux                                                                                  | Trèbes                                                                                                 | Puichéric                                                                          | Moussoulens Ecluse                                                                                      | Luc sur Orbieu                                                                    | Villedaigne                                                                                          | Bize-Minervois                                                                     | Mirepeisset |
| ------ | --- | ----------------------------------------------------------------------------------- | --- | --- | ---------------------------------------------------------------------------------- | --- | --------------------------------------------------------------------------------- | --- | ---------------------------------------------------------------------------------- | --- |
| Rouge  | Risque de crue majeure. Menace directe et généralisée sur la sécurité des personnes et des biens.                                                                                        | 2,40 m (13 sep 1963) 2,40 m (21 mar 1974) 2,00 m (11 oct 1970) 2,00 m (25 oct 1891) | 7,96 m (25 oct 1891) 6,60 m (17 oct 1940)                                                               | 7,95 m (25 oct 1891) 7,66 m (15 oct 2018) 7,00 m (6 oct 1820) 6,30 m (3 mar 1930) 6,00 m (12 oct 1970) | 6,61 m (25 oct 1891) 6,59 m (15 oct 2018) 6,50 m (3 mar 1930) 6,50 m (12 oct 1970) | 7,95 m (25 oct 1891) 7,57 m (13 nov 1999) 7,46 m (3 mar 1930) 6,82 m (15 oct 2018) 6,60 m (30 jan 2006) | 10,50 m (13 nov 1999) 7,34 m (15 oct 2018)                                        | 8,80 m (13 nov 1999) 7,75 m (15 nov 2005)                                                            | 5,00 m (12 sep 1875) 4,75 m (13 nov 1999) 4,40 m (15 mai 2018) 4,25 m (5 dec 1987) | |
| Orange | Risque de crue génératrice de débordements importants susceptibles d’avoir un impact significatif sur la vie collective et la sécurité des biens et des personnes.                       | 1,80 m (19 mai 1977) 1,77 m (8 dec 1996)                                            | 5,50 m (12 oct 1970) 5,22 m (15 oct 2018) 4,80 m (13 mai 1977) 4,34 m (8 dec 1996) 3,91 m (27 sep 1992) | 5,82 m (1 aout 1872) 5,45 m (16 jan 1881)                                                              | 5,60 m (13 nov 1999) 5,60 m (16 jan 1881) 5,20 m (9 dec 1996)                      | 6,14 m (7 dec 1996) 5,74 m (16 mar 2011) 5,48 m (7 mar 2013) 4,75 m (11 oct 2010)                       | 7,10 m (1 dec 1996) 6,70 m (15 nov 2005) 6,13 m (6 mar 2013) 6,00 m (30 jan 2006) | 7,32 m (15 mai 2018) 7,25 m (30 jan 2006) 6,75 m (6 mar 2013) 6,25 m (11 oct 2010) 6,25 m (dec 1995) | 4,15 m (16 mar 2011)                                                               | 8,00 m (12 sep 1875) 7,50 m (18 sep 1843) 7,10 m (13 nov 1999) 6,70 m (5 dec 1947) 6,47 m (16 mar 2011) 6,42 m (15 mai 2018) |
| Jaune  | Risque de crue ou de montée rapide des eaux n’entraînant pas de dommages significatifs, mais nécessitant une vigilance particulière dans le cas d’activités saisonnières et/ou exposées. | 1,10 m (25 jan 1974) 0,95 m (15 mar 2011)                                           | 2,90 m (25 jan 2014) 2,70 m (19 nov 2013) 2,60 m (11 oct 2010) 2,40 m (16 mar 2011)                     | 4,75 m (9 dec 1996) 4,67 m (13 nov 1999) 3,42 m (4 dec 2003) 3,15 m (25 jan 2014)                      | 3,62 m (4 dec 2003)                                                                | 3,70 m (10 jan 1996) 2,95 m (26 jan 2014) 2,70 m (19 nov 2013)                                          | 5,65 m (11 oct 2010) 5,19 m (11 mar 2011) 4,57 m (18 nov 2013)                    | 5,48 m (11 mar 2011)                                                                                 | 2,85 m (30 jan 2006) 2,85 m (15 nov 2005)                                          | 5,99 m (17 dec 1995) |
| Vert   | Pas de vigilance particulière requise. |                                                                                     | | |                                                                                    | |                                                                                   | |                                                                                    | |

#### Un dispositif perfectible
La surveillance opérée dans le cadre de Vigicrues ne concerne que 7 % du linéaire total des cours d’eau du bassin versant de l’Aude. Malgré le nombre important de stations, la prévision sur certains bassins versants reste encore incertaine au regard notamment de leur fonctionnement hydrologique complexe, directement influencé par celui des aquifères karstiques (Cesse, Orbiel, Clamoux, Argent-Double, Orbieu, Berre). Son amélioration constitue un objectif de la stratégie locale de gestion du risque d'inondation (SLGRI).

### Système d'alerte pluviométrique privé complémentaire: PREDICT
Le Syndicat Mixte des Milieux Aquatiques et des Rivières (SMMAR) s’est par ailleurs doté d’un système d’alerte pluviométrique : PREDICT. Il s’agit d’une filiale de Météo France, d’Astrium GEO-Information Services (EADS) et de BRL (Bas-Rhône-Languedoc) qui associent leurs compétences en hydraulique et hydrologie, en météorologie et en imagerie satellite pour réaliser une veille hydrométéorologique, permettant d’anticiper, localiser et analyser précisément le risque induit, sa chronologie et son intensité. Ce système de veille et d’alerte fournit une aide à la décision quant à la gestion de crise. Le SMMAR fait bénéficier l’ensemble de ses syndicats adhérents. Outre le SMMAR, certaines communes du périmètre de la SLGRI sont abonnées directement à ce service, comme Aigues-Vives, Alet-les-Bains, La Redorte, Narbonne, Lézignan-Corbières et Bize-Minervois.

### Dispositif d'alerte
L'alerte aux populations se fait jusqu'en 2010 via le réseau national d'alerte (RNA), hérité de la défense passive de la Seconde Guerre mondiale. Depuis 2010, ce dispositif est progressivement remplacé par le Système d'alerte et d'information des populations (SAIP) avec un réseau de sirènes plus performant. Ces sirènes sont testées tous les premiers mercredis du mois à midi.
Les signaux actuels sont définis par l'arrêté du 23 mars 2007 relatif aux caractéristiques techniques du signal national d’alerte. En cas de danger, ce signal consiste en trois cycles successifs d'une durée d'1 minute et 41 secondes chacun et séparés par un intervalle de 5 secondes et d'un son modulé en fréquence.
Dans les secteurs situés en aval immédiat d'un ouvrage hydraulique, un signal d'alerte spécifique de type « corne de brume » avertit la population de la rupture de l'ouvrage ou d'un lâché d'eau important. Ce signal comporte un cycle d'une durée minimum de deux minutes, composé d'émissions sonores de deux secondes séparées par un intervalle de trois secondes.
En complément, un dispositif d'alerte aux populations via une application mobile sur smartphone a été testée en 2016 dans le cadre d'un dispositif "alerte attentats" et avait vocation à être déployé pour tout type de risque. Toutefois ce nouveau dispositif a connu un échec retentissant,.

## Gestion de crise et organisation des secours

### Organisation générale
Depuis la loi de modernisation de la sécurité civile du 13 août 2004, l'organisation de la réponse de sécurité civile (ORSEC) s'articule autour de dispositions générales et spécifiques. En cas d'événement, la direction des opérations de secours repose, :
- dans le cas général, au quotidien, le plus couramment, sur le maire ;
- le cas échéant, si la gravité de l’événement dépasse les capacités locales d’intervention ou lorsque le problème concerne plusieurs communes, sur le préfet de département qui commande le dispositif ORSEC. Le maire reste alors chargé des mesures de soutien à sa population.

Lorsqu'un événement affecte plusieurs départements ou qu'il nécessite le déploiement de renforts, des dispositions complémentaires sont prises par le préfet de la zone de défense et de sécurité, un niveau supra-départemental de décision. Le département de l'Aude dépend de la zone de défense et de sécurité Sud, dont le siège est à Marseille.

### Niveau communal: le plan communal de sauvegarde
Le maire, détenteur des pouvoirs de police, a la charge d'assurer la sécurité de la population dans les conditions fixées par le code général des collectivités territoriales. À cette fin, il élabore un plan communal de sauvegarde si la commune est comprise dans le champ d’application d’un plan particulier d'intervention. Le contenu de ce document est précisé par l'article 13 de la loi  2004-811 du 13 août 2004 relative à la modernisation de la sécurité civile. Il détermine en fonction des risques connus les mesures immédiates de sauvegarde et de protection des personnes, il fixe l’organisation nécessaire à la diffusion de l’alerte et des consignes de sécurité et recense les moyens disponibles et définit la mise en œuvre des mesures d’accompagnement et de soutien de la population.

## Information sur le risque d’inondation

### Information préventive
Le maire élabore le dossier d'information communal sur les risques majeurs (DICRIM), un document qui regroupe les données locales et les consignes départementales et nationales nécessaires à l'information des citoyens au titre du droit à l'information en ce qui concerne les risques majeurs et notamment le risque d'inondation.

### Information des acquéreurs ou locataires
L’information lors des transactions immobilières fait l’objet d’une double obligation à la charge des vendeurs ou bailleurs : l'établissement d’un état des risques naturels et technologiques, l'Information acquéreurs ou locataires (IAL) et la déclaration d’une éventuelle indemnisation après sinistre, notamment en vertu de l'article L-125-5 du Code de l'environnement, issu de la loi du 30 juillet 2003 relative à la prévention des risques technologiques et naturels et du décret n°2005-134 du 15 février 2005, modifiés par ordonnance du 10 février 2016, art. 40. La liste des communes de l'Aude où s'exerce cette obligation est publiée dans l'arrêté préfectoral du 8 avril 2011, un arrêté périodiquement actualisé. En 2011, 104 communes de l'Aude étaient soumises à cette obligation.

### Éducation et sensibilisation aux risques
Dans l'Aude, le Syndicat mixte des milieux aquatiques et des rivières (SMMAR) a pour mission la gestion concertée de l'eau et l'organisation de la prévention des inondations à l'échelle du bassin versant de l'Aude. Ce syndicat développe des programmes de sensibilisation de tous les publics pour permettre de comprendre les enjeux de l'eau et la sécurité des personnes.
Dans le cadre des PAPI, le SMMAR met en œuvre des actions de sensibilisation et de formation auprès des scolaires, notamment par le biais d'expositions. Depuis 2008, il présente une exposition itinérante « Mémoire du Risque Inondation » dans les établissements scolaires.

## Mémoire du risque
Les repères de crue participent à la mémoire du risque pour éviter que l'oubli ne s'installe en matérialisant sur place les niveaux atteints par les plus grandes inondations. La loi (article L563.3 du Code de l’Environnement) impose aux collectivités territoriales exposées au risque un inventaire des repères de crue existants, l’établissement de repères correspondant aux crues historiques ou aux nouvelles crues exceptionnelles, en un nombre suffisant et visibles du plus grand nombre et l’entretien et la protection des repères. En 2016, 283 repères de crue homologués avaient été posés.
Une plateforme collaborative nationale permet en outre de consulter ou déclarer des repères ou laisses de crues.